# T-72主戰坦克
T-72主戰坦克是蘇聯在1967年開始研製的主戰坦克，於1977年11月7日蘇聯紀念十月革命60週年的紅場閱兵式上公开露面。T-72可說是蘇聯追求於歐洲進行大規模縱深作戰的產物，以大量性能適中且低成本的主戰坦克集群進行突擊，在冷戰後期取代T-55成為蘇聯裝甲部隊的主力。除了大量服役於苏联陆军之外，也大量外銷和授權华沙条约组织盟國波蘭和捷克斯洛伐克及南亞的印度生產，到2020年總產量達2萬4千輛。T-72同時是多個國家自製坦克的基礎，南斯拉夫的M-84 、伊拉克的「巴比倫之獅」及羅馬尼亞的TR-125，都是自授權生產的T-72基礎進行在地客製化改良的產物，中國的85-IIM坦克設計也受到T-72所影響。雖然第一輛T-72早於1973年出廠，但由於性能可靠及價格低廉，就算2006年俄罗斯国内的T-72坦克生产线部分关闭，在俄羅斯仍有生產延寿升級版作為自用及出口。

## 研發過程
T-72並不是蘇聯裝甲兵總局所擬定的戰車研發計畫，它的萌生與烏拉爾機械製造局研發團隊的野心以及新式戰車T-64主力戰車的服役困境有關。在166工程制式化成為T-62主力戰車後，蘇聯將次世代戰車寄託在乌克兰哈尔科夫机械制造厂進行的432工程（Object 432项目），也就是後來的T-64。T-64由資深的蘇聯戰車工程師亚历山大·莫罗佐夫所領導的團隊研製，性能頂尖，且蘇聯計畫在1970年將所有國內戰車廠轉產該型戰車取代現有的T-54/55和T-62。然而先導量產車實際撥交到蘇聯陸軍後，複雜的T-64帶來的高故障率讓裝甲兵總局一籌莫展，大量採用未完成充分測試就量產的T-64存在一系列技术问题，故障不断，各个T-64生产厂派驻部队的机械技师被士兵们开玩笑地称作“半永久居民”。不只如此，T-64使用的柴油引擎製造工時也非常高昂，為當時剛完成研發的V-45柴油引擎的兩倍。
當T-64的問題持續未改善，裝甲兵總局認知到它們得先暫停讓其它戰車工廠轉換量產線，而需要一種性能較好、但可靠性也好、且比較廉價的新型戰車，好替換當時服役數量巨大的T-55家族，確保華沙公約組織國家在戰車素質上可以和北大西洋公約組織國家對抗。在這情況下，裝甲兵總局向下塔吉爾戰車設計局（OKB-520設計局）下令研發一款「簡化版T-64」，為了加速設計局的進度，裝甲兵總局提供了6輛T-64A先導量產車供烏拉爾廠分析。OBK-520設計局負責研發的工程師該設計局的首席戰車設計工程師列昂尼德·尼古拉耶维奇·卡爾采夫，設計局最初為這輛簡化版戰車的調整是更換成烏拉爾機械車輛廠在「167T工程」中研發的自動裝彈機，其特徵為分装式弹药水平放置的弹夹式结构，具有高妥善率的優勢。動力則使用V-45柴油引擎（由V-2柴油引擎改良，輸出功率700匹馬力），替換原本的自動裝彈機以及5TDF柴油引擎，並以T-62的鑄造均質鋼砲塔替換原本的複合裝甲砲塔，這個研發計畫在1967年啟動，稱為「172工程」。在1968年1月推出172工程原型車時，因為與T-64差距過大，裝甲兵總局對卡爾采夫非常不滿，但是裝甲兵總局也理解這個設計可能有辦法滿足量產需求，因此讓烏拉爾廠繼續進行研發。
在172工程研製的過程中，設計局也持續地在測試T-64A，理解該車的妥善率問題根源，卡尔采夫认识到在T-64的设计基础上许多技术是不成熟的。卡尔采夫持有与负责T-64项目的亚历山大·莫罗佐夫不同的设计思想。但若是以現有技術改良，則無法獲得良好的結果。而卡爾采夫意識到最好的方式是放棄T-64架構，僅沿襲T-64的設計理念去打造一輛新戰車才能滿足需求。為此，設計局刻意欺瞞裝甲兵總局，以「172M工程」项目的名义向上層申請改良經費。裝甲兵總局得到的文件會以為「172M工程」是「172工程」的精進。但實際上，「172M」工程是導入「167工程」（1961年開發的新式行走机构的T-62坦克改进型试验样车）的技術，僅保留了新戰車使用的125mm滑膛炮與車體設計概念，與原本的T-64已經鮮少共通性。

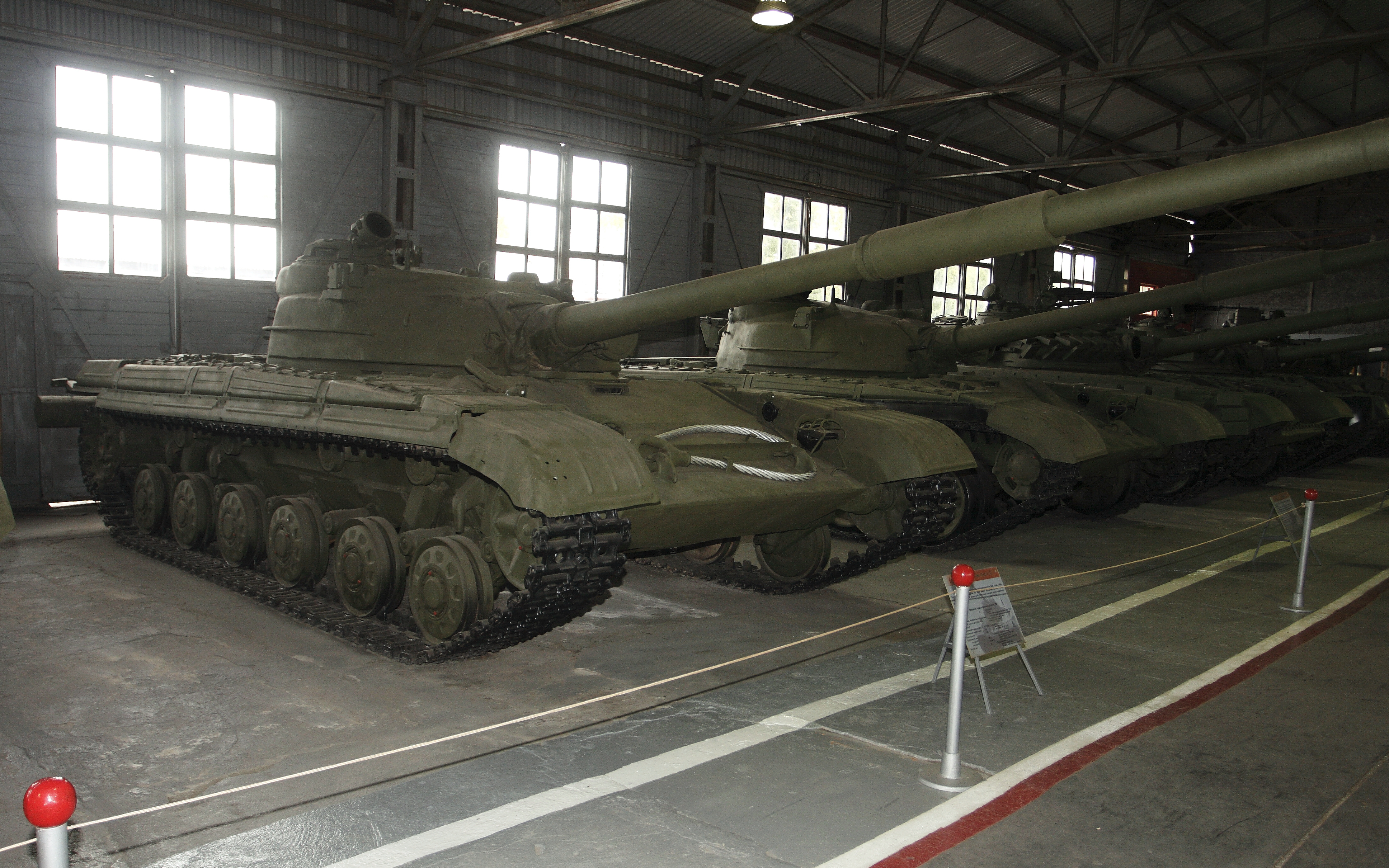
原型車Object 172, 旁边是Object 172M

由於更換了更重的動力套件，172工程的車重比T-64增加5公噸，這使得原先設計的懸吊系統無法承載。工程師因此導入167工程的懸吊裝置，以及外複橡膠路輪的設計提高懸吊承載重量。發動機也更換成提升至780匹馬力的V-46柴油引擎，遂成為原型車Object 172M。为了降低生产成本和难度采用诸多简化设计，例如火控系统与复合结构装甲。新坦克与其说是T-64简化型其实更像是由“167工程”的底盘参考了T-64的设计发展而来，“172M”样车就是后来T-72真正的原型车。
172工程從1968年開始在庫賓卡進行測試，1969年，因為T-64的可靠性問題蘇聯內部出現一波鬥爭，反對T-64技術成熟度的烏拉爾廠工程師遭到強迫退役解職，設計局的總工程師從卡爾采夫更換為瓦列里•尼古拉耶維奇•韋涅季克托夫。韋涅季克托夫作為卡爾采夫的副手，也是烏拉爾廠的資深設計師，在這情況下扛住政治壓力繼續推動172M工程。1969年底，「172M工程」樣車出廠，在庫賓卡進行測試後，又與T-64A進行對比測評，172M工程的妥善率遠優於T-64A，從1971至1973年期間在外貝加爾湖、歐俄、中俄與西伯利亞等地區進行野外对比測試，尤其可靠性能突出。
與此同時，T-64A的妥善率問題至1971年已經讓蘇聯國防工業的主負責人德米特里·烏斯季諾夫都按捺不住，在無法確定如何協調的情境下，烏斯季諾夫在同年頒布了第326-113號法令，允許烏拉爾機車車輛廠停止量產T-64的準備作業，從1972年1月1日開始量產172M工程。1973年，第一批172M工程量產車出廠，撥交給蘇聯陸軍測試，8月7日，根据苏共中央委员会和苏联部长会议第554-172号联合决议，T-72坦克正式列装苏联军队。1974年正式定型服役，代號為T-72。同時和T-64戰車一併使用。T-72坦克于1977年10月首次向法国国防部代表团公开展示，在同年11月7日苏联纪念十月革命60周年的莫斯科红场阅兵式上公诸于世。

## 技術特性

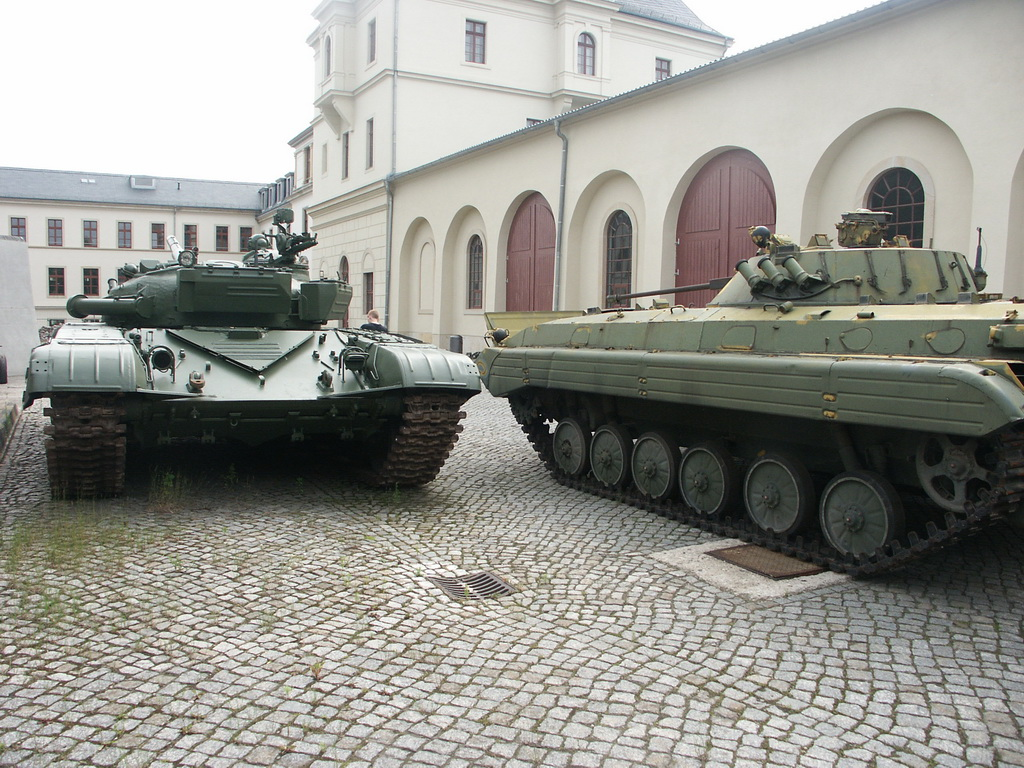
T-72與BMP裝甲車高度相近，都有低被彈面特性。

T-72坦克车内分为前部驾驶舱、中部战斗舱、后部动力舱3部分。位于车体中部的铸造结构炮塔呈半球形，車身前方上部裝有“V”型擋水板。車身兩側各裝有6个直徑750毫米的路輪、路輪上方裝有3個托帶輪，車輛懸吊系統為扭力桿。柴油引擎採用横向布置，變速箱使用從T-64開發的行星式机械传动装置。
T-72与T-62相比，使用自动装弹机减少了为装填手站在坦克内装弹需要分配足够的垂直空间，坦克的高度降低。
T-72与T-64外观相似但内在完全不同，与T-64相比，T-72在機械可靠度上更好，且整體造價仍相對低於T-64，对T-72的出口有着积极影响，尽管蘇聯時代量產的T-72在技术上被认为逊于同期出产的T-64或T-80，但是設計較為原始的T-72車體仍保有升級容餘，行动装置有增加承载能力的潜力，T-72的设计基础，使其在蘇聯解體和海湾战争後仍持續地被俄羅斯與其他使用國家选用，并被不断改進，包含引進新式火控系統與熱影像儀，改良自動裝彈機等，甚至大幅修改砲塔構型、裝甲配置與自動裝彈機的設計，進行了與T-90主力戰車類似的技術升級。

### 火力

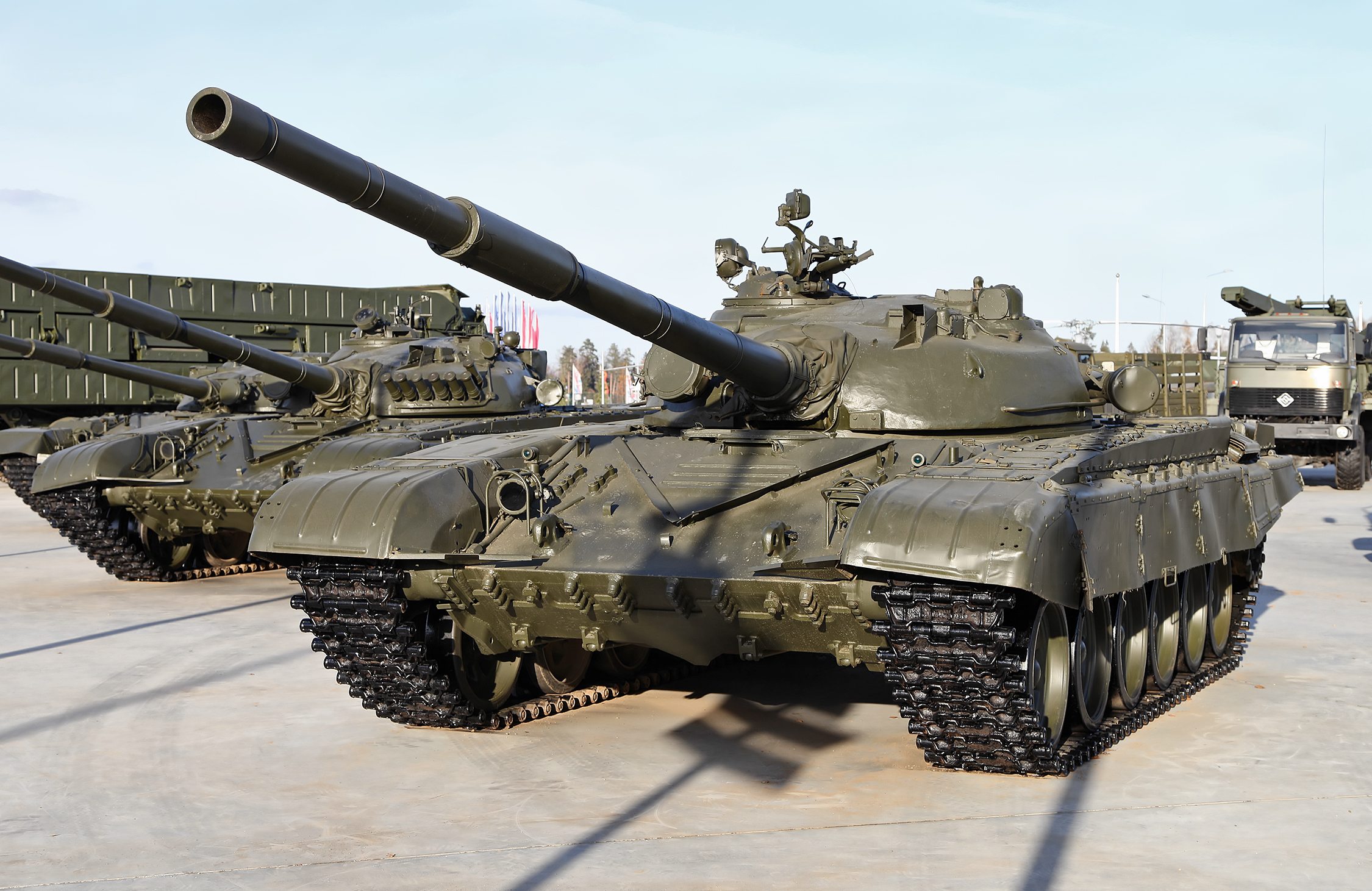
静态展示中的T-72 Ural

T-72的主要武裝是125毫米滑膛炮2A26與2A46系列（也称为D-81），這型火炮也裝載在其他蘇聯坦克如T-64和T-80上，它能發射尾翼穩定脫殼穿甲彈、破甲彈、破片榴彈（HE-Frag）與反戰車飛彈。其中反坦克飛彈是從T-72B開始才具備發射能力，這是因為在這之前的T-72追求簡化機械結構，缺少了指揮導引反戰車飛彈需要的瞄具與射控裝置。
為了使砲彈相容於自動裝彈機，2A26/2A46系列滑膛炮採用了獨具一格的分裝式可燃藥筒的彈藥設計：榴彈與破甲彈分為彈丸及可燃藥筒，尾翼穩定脫殼穿甲彈則由彈芯（包裹在前置裝藥中）及可燃藥筒構成。彈藥分裝的設計雖然便於裝填，但也帶來了一些副作用：由於火炮藥室和裝彈機部件限制了每一截的彈藥長度，而尾翼穩定穿甲彈的彈芯僅能存在于前半截，所以彈芯容許長度相對較短，因此彈芯的重量、長徑比受到嚴重限制（而西方普遍使用的定裝式炮彈由於彈芯可以貫穿整個藥筒，所以彈芯長徑比潛力優勢明顯）。2A46滑膛炮早期所配用的尾翼穩定脫殼穿甲彈（如3BM12，長徑比僅有10:1）由於彈芯粗短、質量輕，雖然能達到可觀的1,800米／秒的高初速，但是遠距離存速衰減嚴重且侵徹體短小，尚無法在2,000米距離有效地貫穿西方國家的先進坦克如豹2、挑戰者1與M1艾布蘭的正面裝甲。20世紀80年代中後期開始，各個使用國對此缺陷開展了許多改進方案。主要為提高火炮藥室容積、改進裝彈機部件，使得火炮能裝填發射更長的炮彈；改進彈藥生產工藝，在保證堅固的情況下能將彈芯製造得更細長（已經達到22：1甚至更高），侵徹體盡可能地貫穿整個彈芯，使彈芯遠距離存速更高、侵徹力更強；改進裝藥配方，提高彈道性能（比如脫殼尾翼穩定穿甲彈專用的4Zh63藥筒，使得炮口動能提高了約5%）。到2000年代，乌拉尔厂通过翻修升级T-72，2A46M配套的自动装弹机改进可以适配彈芯更长的尾翼穩定脫殼穿甲彈（如3BM59/60）。
由於主砲具有液压雙軸穩定器，所以T-72理论上能夠在行進間瞄準射擊。然而早期型號的T-72的火控系統較為簡陋，因此在远距离的命中率表現並不理想。在裝填砲彈的過程，主砲會自動將仰角移動至特定角度，這時由於瞄準儀具有獨立的垂直軸穩定，所以射手能夠在裝填過程中持續地瞄準目標，裝填完畢後主砲仰角會移動至與瞄準儀同步的位置实现垂直方向自动调炮。

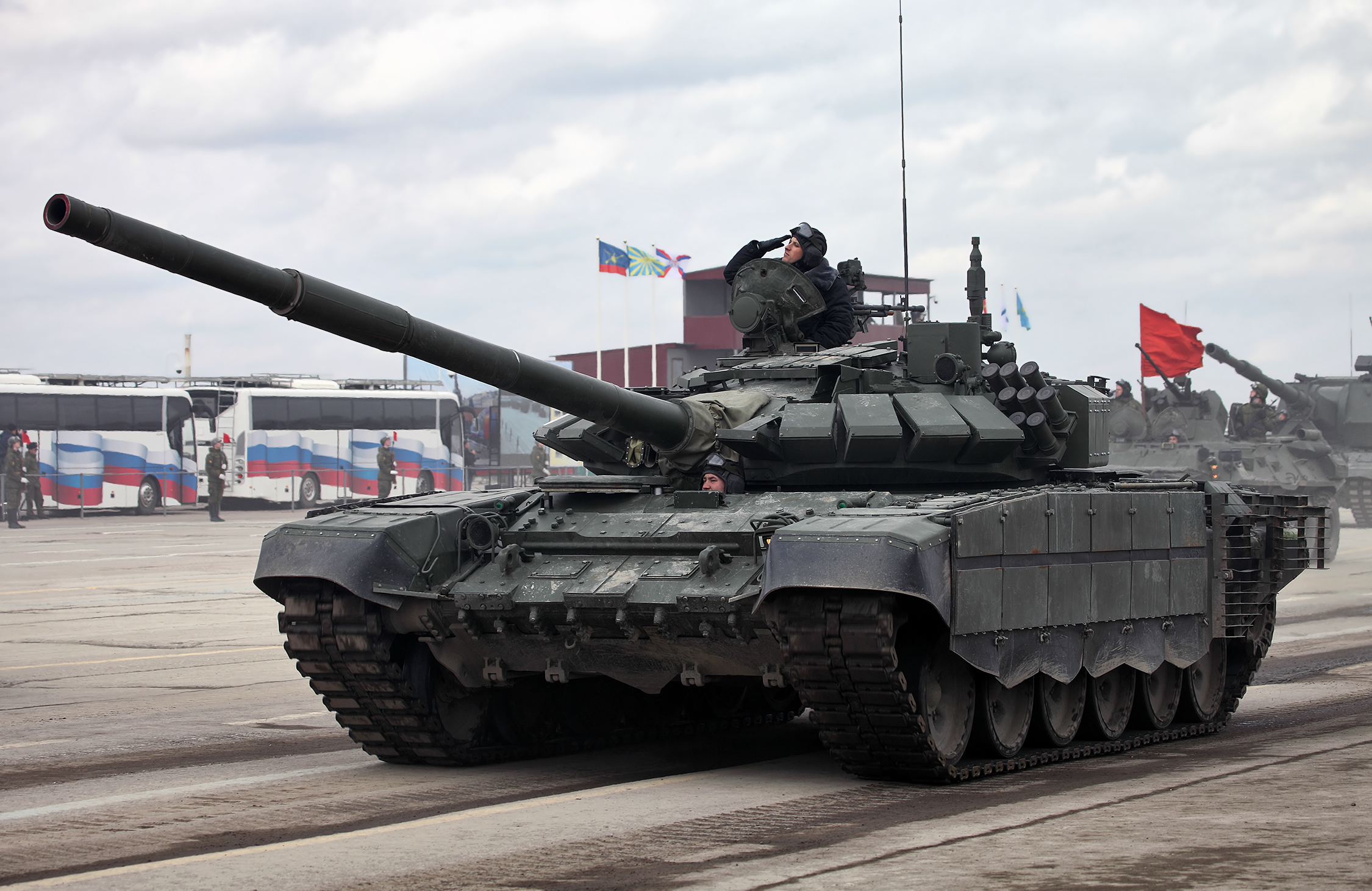
T-72B3 mod. 2016

最初生产型T-72 Ural使用的带有合像式光学测距仪的瞄准仪。在1975年砲手瞄準裝置換裝了整合雷射測距儀的TPD-K1瞄準儀。在1981年T-72A开始换装有横向提前量指示功能的1A40火控系统，横向提前量由火控系统解算给出后需要炮手再手动把横向分划对准目标。1A40虽然进行了升级但终究只是扰动火控系统。
T-72除了主要的瞄準儀之外還有一具TPN-1-49-23主動式夜視瞄準儀，它必須使用与主炮同轴安装一個L-2AG紅外線探照燈作為光源，有效範圍低於800米，T-72夜视仪除了主动红外成像模式还具有被动微光增强模式。由於成本以及技術的考量，早期型號並沒有如西方國家一樣普遍配用熱成像儀進行觀瞄，熱成像儀在精準度以及全天候工作的優勢自海灣戰爭後成為T-72性能提升的重點之一。
T-72搭载的瞄准系统一直是昼夜通道分置的模式，直到安装了“松树”-U综合炮长镜，新的火控系统把包括热成像等昼夜瞄准通道集成在了一起，并加入了目标自动跟踪系统；而到了2022年後因應俄羅斯在戰爭當中被西方國家制裁而換用全俄國產零件的1PN-96MT-02砲手熱影像儀，除了省略光學通道其餘性能大致不變。另外T-72絕大多數系列车长没有射控设备，只有一個給予車長晝間360°周視功能的TKN-3型車長鏡，直到T-72B3M、T-72M4 CZ分別在車長席新增PK PAN、TURMS-T型車長周視鏡的升级版本出现，才給予车长超越射击功能。
T-72的輔助武器是一挺7.62毫米同軸機槍，以及一挺由車長操作的12.7毫米防空機槍（此机枪位于车长背后，是与苏联其他坦克一个明显的区别）。 

### 自動裝彈機
T-72和T-64、T-80一樣採用自動裝彈機裝填砲彈，乌拉尔机车车辆厂研制的T-72坦克的自动装弹机克服了T-64A自动装弹机的缺陷。分装式炮弹采用上下水平方式放置在砲塔吊篮下部的轉盤內，上面是发射药筒，下面是彈頭，弹盘其中可裝載22發砲彈。裝填時砲彈提升机构會上升至砲尾環高度，推弹机分两次，先裝填彈頭然後接著下降裝填发射药筒。擊發後剩餘的金屬彈底會被退出砲膛由後面的彈出器接住，然後從砲塔後方的開口拋出車外。
T-72的自动装弹机故障率相对T-64有较大改善。T-72的装弹机和T-64的装弹机设计之间略有差异，前者装弹机弹头和发射药被水平放置减少了弹药的投影面积，也不会封闭炮塔和驾驶舱间的通道，但其设计如上所述较不利于快速装填（没有T-64的弹药一次推入炮膛装填快）。装弹机使得T-72能夠達到每分鐘約6-8發的射速，裝填程序平均只要6.5-7秒就能完成，但是因為轉盤僅能單向旋轉所以最長时可能需将弹蓝旋转近一圈，要15秒完成裝填。不過一旦遭遇主砲液壓系統故障或自動裝彈機故障，裝填所需的時間將增加許多。后来裝在T-90和其他新式T-72上的新式自動裝彈機除了能夠裝載較長的砲彈，能夠雙向旋轉，還具有連續裝填模式：在主砲擊發後自動裝彈機會自行裝填同一種砲彈。這些改進使得自動裝彈機的裝填程序更加縮短，在13秒內能連續射擊3發砲彈，平均每發僅花費4.3秒。

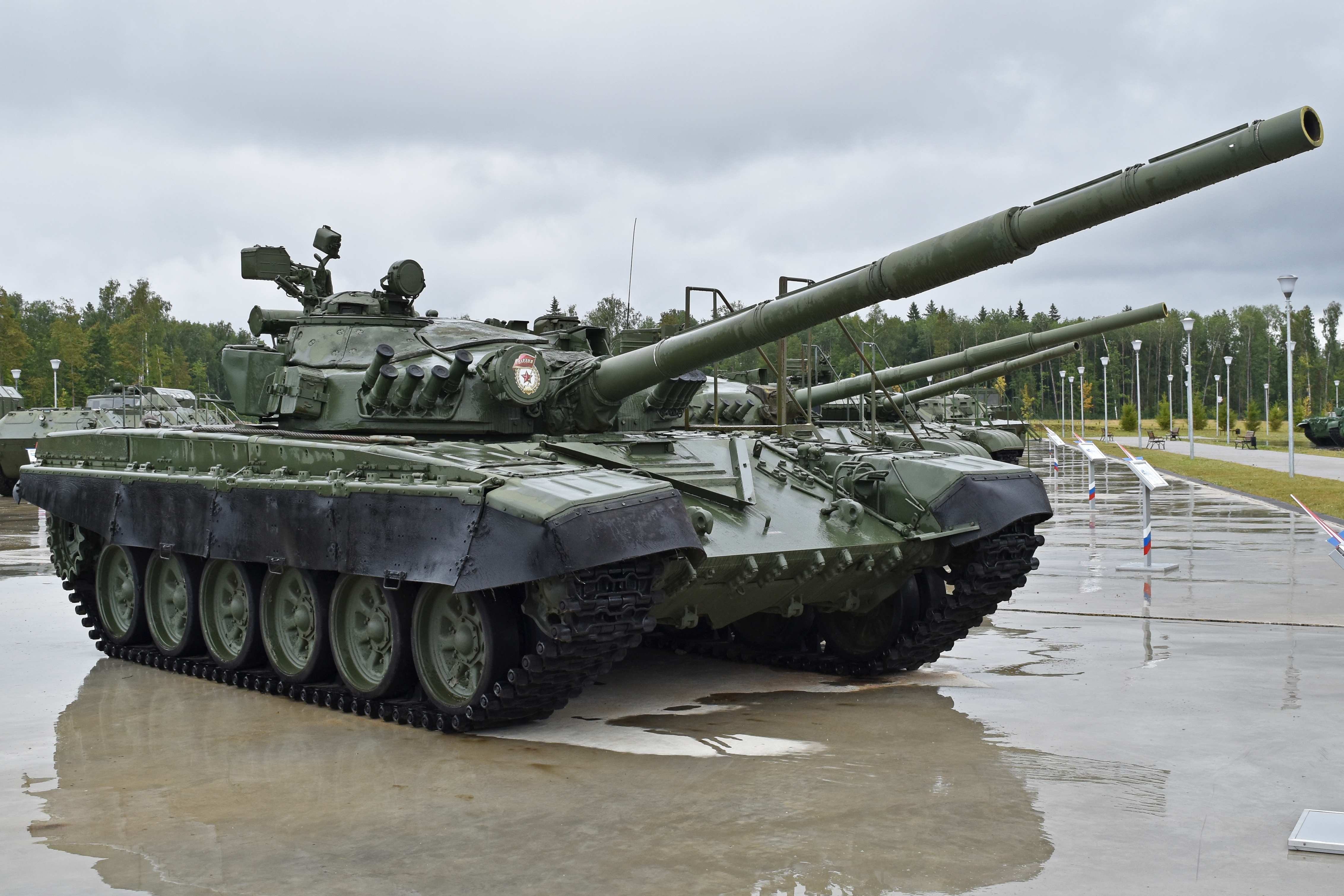
T-72A (mod.1983) 识别特征是炮塔正面底部的凹槽，及炮塔頂部佈上一層中子防護層

### 防護
T-72的主要防禦手段為複合裝甲，在均质钢之間放入異質材料的夾層，結構較為完整，成本也比較低廉；但於強度以及升級潛力則不及西方國家新型坦克所採用的模塊化裝甲（於焊接炮塔上以螺釘栓上可更換的大型裝甲塊）。最初的T-72炮塔僅有以均質鑄鋼構成，炮塔正面位置最厚，车体首上則是在均质軋壓鋼板中間夾入一層玻璃纖維层压板材料的复合装甲。T-72A炮塔正面改用夹层玻璃纤维填料的复合装甲，砲塔及车体正面的厚度因此增加到了280毫米厚。随着德国莱茵金属120mm滑膛炮的出现，在1980年代中后期将炮塔空腔内的夹层替换成由多层的高硬度钢板和橡胶、弹性元件填料以及合金板交叠而成的膨胀层组成（西方称非爆炸式反应装甲/NERA）复合装甲后，T-72B的砲塔厚度更是增加到了300毫米，这是因为非爆炸式反应装甲需要占据大量的空间才能发挥效果，和西方的乔巴姆装甲类似。另外，車身正面也額外增加强度較高的BTK-1Sh（代号Sh为电渣重熔之意）装甲钢。在1982年的黎巴嫩戰爭後蘇聯測試了繳獲的英制105毫米L7線膛炮的M111/DM23穿甲弹後發現1978～1979年份生产出来的T-72和T-80的車體能被其击穿，於是为这些T-72和T-80都增加了一层16毫米厚的附加装甲补强。到了海灣戰爭中，伊军的T-72M1正面可以在任何距离内抵御英制105毫米L7線膛炮的尾翼稳定脫殼穿甲彈对车体上部的射击。后来根据CIA的文件，在黎巴嫩战争时叙利亚的T-72没有任何从正面被成功击穿的例子。

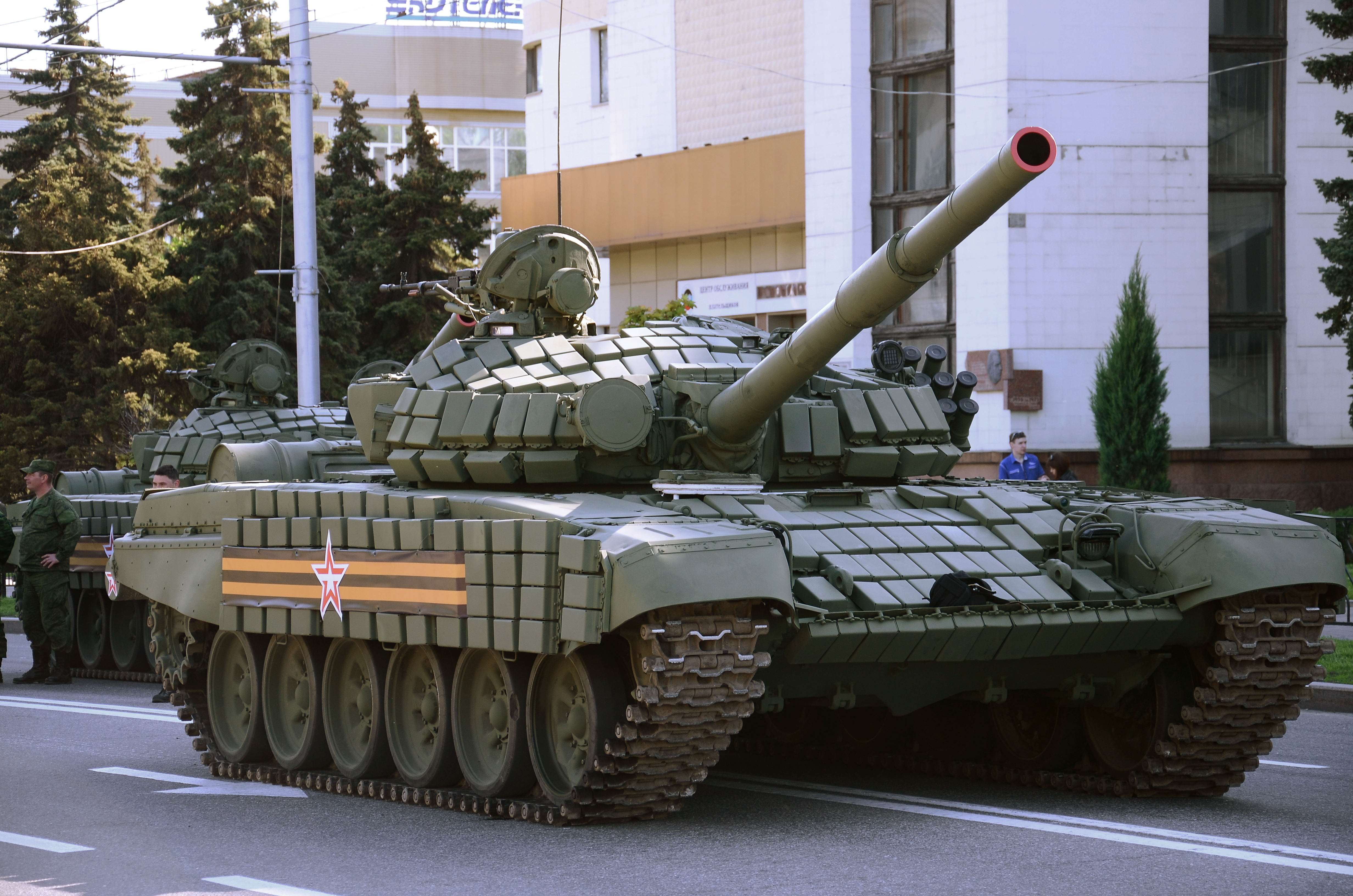
貼滿反應裝甲的T-72B，這是一種簡易廉價卻更具生存能力的升級方案。

為了對付反裝甲飛彈與火箭這類含有成型裝藥的武器，蘇聯根據中東各國與以色列交戰的經驗，在1980年代開始研製爆炸反應裝甲，如貼磁磚般裝上大量反應裝甲的樣貌成為蘇聯坦克的一大特徵，此後的蘇聯戰車因為車身裝設大量反應裝甲的裝設掛勾，因此取消了車體擋水板。初期的反應裝甲如“接觸”1型（Kontakt-1）採用不對稱的炸藥層，能大幅提升對成型彈頭武器的防護力；但是“接觸”1型的外層容易被小口徑武器貫穿引爆，而且每塊反應裝甲只能使用一次。1994年冬季第一次車臣戰爭中，大量俄軍坦克在進攻格羅茲尼時，許多坦克因為被轻武器诱发反應裝甲，而失去防禦反坦克武器的作用。較新式的“接觸”5型（Kontakt-5）採用不同的設計，最外層鋼板因為較厚重所以不會因為內層炸藥引爆而被炸開，也不容易被小口徑武器破壞。其內含有多層鋼板與炸藥，在被翼穩脫殼穿甲彈或反戰車高爆彈擊中時，這些夾層會因底下炸藥的爆炸鼓起，耗散穿甲彈或高速噴流部份能量。
T-72除了配備複合裝甲與反應裝甲以外，早期T-72车侧翼子板上還裝備有4块鱼鳃式侧裙板，但这些侧裙板脆弱易损经常被拆下，T-72A更换为更耐用的整体式包覆鋼板的橡膠側裙，以保護車体側來自反裝甲武器的威脅。T-72坦克除装有热烟幕施放装置外自T-72A開始配備了902型「Tucha」煙霧彈發射器，可以發射煙霧彈掩護坦克轉移陣地；新式煙霧彈能夠阻絕紅外線或是激光，降低敵方以熱成像儀觀測或使用雷射導引飛彈攻擊的能力。另外在2006年俄羅斯公開展示使用Nakidka偽裝套件的T-72BM，它能降低坦克散發的熱訊號與雷達波反射，使坦克在熱成像儀或雷達中更不容易被探測到。

## 缺點
T-72最為人所知的缺點是：
- 砲塔底下容納大部分砲彈的自動裝彈機轉盤。當這裡面的彈藥被引爆後，其連鎖反應往往會引發所有裝藥以及彈頭爆炸（英语：Jack-in-the-box effect）、甚至造成砲塔被炸離車體的徹底毀滅（英语：Catastrophic kill）。但是T-72的設計與T-64和T-80相比卻是比較安全的，這是因為它的分離式砲彈採水平儲放的方式置於圓形轉盤內，上面除了升降機位置以外都覆蓋著一層裝甲板，因此絕大多數砲彈並沒有暴露在戰鬥室內。同時這些砲彈在車體內的位置接近路輪的高度，所以除了車體側面裝甲外還額外多出负重輪的保護；相反地T-64/80的推進藥採垂直儲放的方式環繞整個炮塔吊艙，不僅暴露在戰鬥室內而且其位置高於負重輪，相对较易被從車體側面或從砲塔各角度貫穿的砲火點燃，而80年代后，裙板成为各国坦克标准装备，车轮带来的防护有限，车身侧面防护转为以裙板为主。

- 儘管如此，T-72還是有額外的砲彈儲放在砲塔內壁的砲彈架、砲塔吊艙底板上以及戰鬥室與發動機之間的砲彈架內，這些缺乏額外保護的砲彈容易被貫穿後在砲塔內飛散的高溫碎片或金屬射流點燃，造成嚴重的爆炸與火災，再加上早期型號的T-72滅火抑爆系統效能不佳，更加深了殉爆發生的可能性。而將所有彈藥全部存儲于車體內的T-72一旦發生彈藥殉爆，会波及炮塔中的2人。相对而言M1和Leopard 2均采用3人炮塔，炮塔尾配置弹舱，弹舱上方有一大型开口，以装甲盖板覆盖，弹舱和成员舱之间以气动门隔离，一旦彈藥起火或少量高爆弹殉爆，气流将从弹舱顶部冲出，而被阻挡在成员舱外。雖然T-72的車身弹篮防護力要比炮塔尾弹艙高，但如果車身被直接擊穿，所引發的後果足以“忽略”滅火抑爆系統并引發彈藥起火（英语：Jack-in-the-box effect） ，則這輛坦克即使不發生殉爆（英语：Sympathetic detonation）也早已喪失戰鬥力[7]。

- 在海灣戰爭中因為產生了大量T-72被擊毀的戰例，而影響了俄系坦克在市場上的評價。儘管許多伊拉克的T-72是相當早期的出口降級版「猴型（英语：Monkey model）」T-72M或T-72M1，但当時俄軍自用的T-72B也较美國M1居于下风：如正面對APFSDS的防護上，T-72M、T-72B和M1A1HA（HA指贫铀重装甲版，主要為美國海軍陸戰隊使用）的正面裝甲厚度各為380mm、530mm和680mm；各自使用APFSDS的穿透力上，3BM-15钢套钨芯穿甲弹只有340mm（出口型3BM-17钢芯弹僅310mm）、俄軍主要彈種3BM-32贫铀芯和3BM-42钢套钨芯弹是500mm的穿透力，美軍的M829A1贫铀芯弹則擁有610到660mm的優势穿透力。

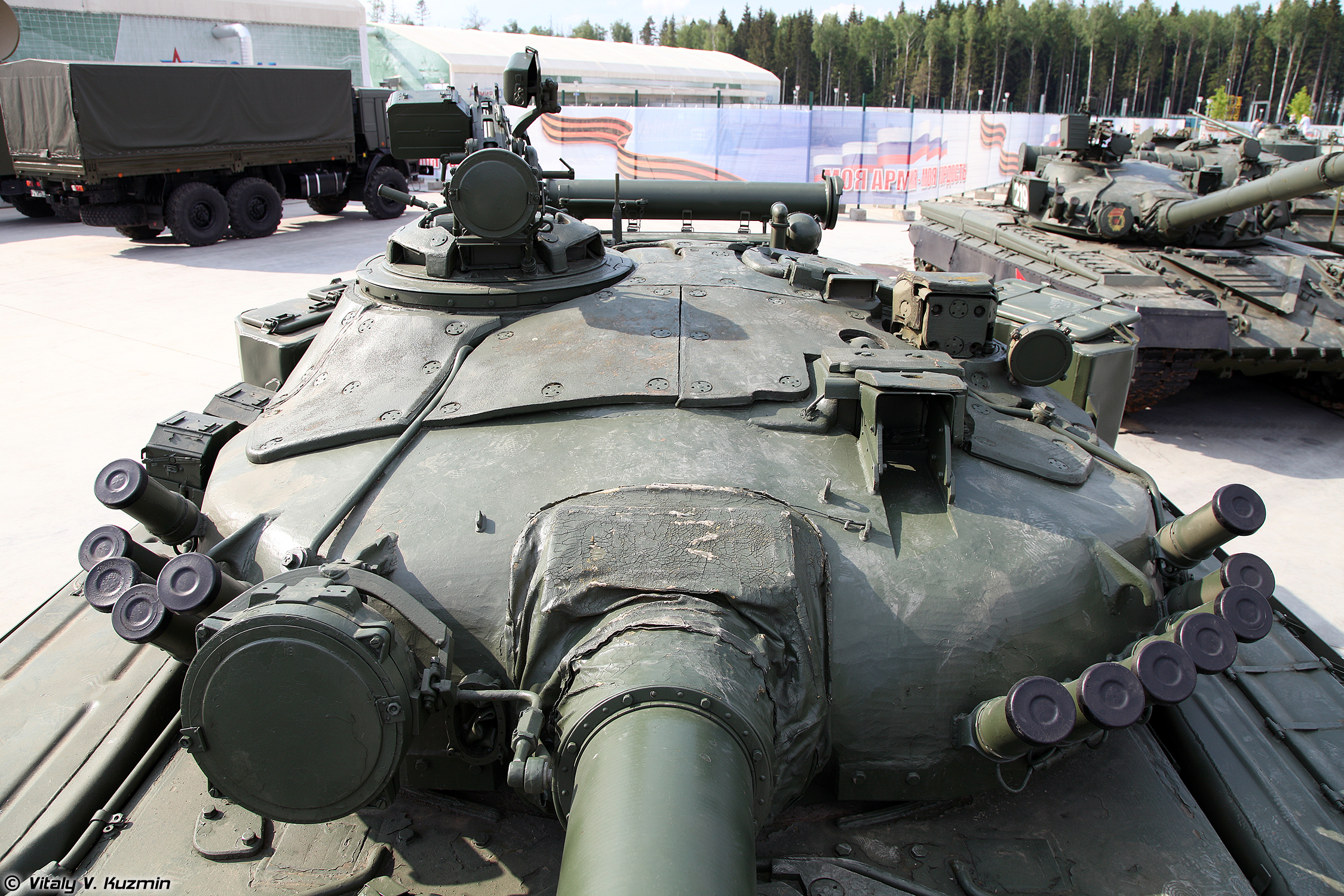
早期T-72A炮塔上的火控系統，可見炮塔左側只有後端的TPN-1-49-23和前端的TPD-K1瞄準儀，以及炮管右側的L-2AG主動式紅外線探照灯，其夜間作戰能力非常差

- 早期型號的T-72A作为一种低成本坦克也未装熱成像裝置，仍旧使用TPN-1-49-23紅外瞄準鏡以及L-2AG主動式紅外線探照灯組合，有效範圍僅有800米，而且解析度也不如熱成像儀，更沒有激光測距功能，且若敵方配備有紅外線偵測器時，這個裝置發射的紅外線的巨大熱源會暴露自己的位置。美國自1979年的M60A3开始使用熱成像儀，而俄國直到1993年才在T-80UK上首次装备了「龍舌蘭」熱成像儀(AGAVA-2/T01-P02)，而且在向印度出口T-90時，此裝置被印方拒絕，換用的是法國的「凱瑟琳」熱成像儀(Catherine-FC)；這個缺陷直到俄羅斯將其翻新至T-72B3、新增基於「凱瑟琳」熱成像儀量身定制的「松樹」-U多通道瞄準儀(2022年後則換用全俄國產零件的1PN-96MT-02砲手熱影像儀)才根本上解決這個問題。而印度的T-72M1那TPN-1-49-23夜間火控系統也改用了以色列提供的TIFCS多通道瞄準儀取代。

- 早期型號的T-72缺乏精密的火控系統，使得射擊程序不但冗長、缺乏效率，而且命中率也比T-64和T-80要低，缘于T-72本来就定位于比T-64、T-80廉价易于制造，可大批装备華約或中東國家，而只需要有接近的防御力和火力。大部分T-72所配備的瞄準儀TPD-K1和它的改良型1A40雖然都內置有雷射測距儀，但是它們只能進行簡單的彈道修正計算，而且只有1A40能對移動目標計算前置量。這些瞄準儀在測距時必須將雷射測距點置於目標上實施測距，而這個測距點的位置和瞄準刻劃中心不同，然後在測距完畢後瞄準刻劃會根據彈道修正量移動至新位置，接著射手必須將瞄準刻劃中心置於目標上。使用TPD-K1時，如果遭遇移動目標時射手必須自行判斷前置量，在瞄準刻劃上有一長排刻度是用來瞄準移動目標。1A40在原本的瞄準鏡旁邊增加另一個瞄準鏡，它的功能是顯示計算出來的前置量。射手必須持續追瞄目標2秒，接著瞄準儀會顯示出所需的前置量，射手在瞄準刻劃上找出最接近這個數字的刻度後將刻度置於目標上完成前置量提取的動作。另外T-72有個稱為Delta-D的功能，它會根據測距後車身的移動量持續修正目標距離。然而這個功能並不可靠，尤其是在外銷的T-72上常造成錯誤的修正，還有在特定的地形如濕滑的地面或丘陵地形上也會做出錯誤修正。另外T-72缺乏備用的光學瞄準鏡，只能使用射手上方的1倍潛望鏡充數；這個缺陷直到俄羅斯將其翻新至T-72B3的「松樹」-U瞄準儀/1PN-96MT-02熱影像儀具備集成的多通道功能(同時具備光學通道、熱成像通道、激光測距儀，以及用於9M119M炮射導彈（英语：List of gun-launched missiles）制導的激光制導功能，但1PN-96MT-02沒有光學通道)，並將原有的TPD-K1或1A40降級為砲手備用瞄具才根本上解決。

- 火炮的仰角跟俯角分別只有有限的+13°和-5°，前者不利於城鎮戰時支援友軍步兵清除高處的敵人（尤其是狙擊手），後者在野戰時利用地形掩護自身並攻擊敵方目標時則較為不便，但是這是車身低矮換取較低被彈率必然的代價。

T-72還有其他“缺陷”：
- 自動裝彈機採用電力驅動，一旦電力系統失效就只能以機械裝置實施人工裝填，每次裝填得花上1分鐘。

- 自動裝彈機對坐在填彈器旁的炮手來說也十分危險，因為使用全自動裝置進行填彈，又缺乏安全裝置，所以填彈器會把一切在軌道上的東西直接塞進炮管中。紀錄中就有不少炮手因衣袖被捲入機器，而導致傷殘的情況發生。此外車內狹小的空間更加劇了誤觸儀器的風險。

- 倒車速度緩慢，倒車檔位只有一檔，速度只有四公里，這讓撤退變得困難。

## 主要型號
|                  | |
| 型號             | 說明 |
|                  | |
| T-72A            | 代號為176工程，為172工程（T-72烏拉爾）改良型，從1979年開始量產。主炮更换成2A46，配備内置雷射測距儀的TPD-K1瞄準儀，1982年换装具有計算前置量功能的1A40火控系统。鑄造炮塔前方外加上一層厚80公厘，採用烧结陶瓷顆粒的複合裝甲夾層，美國陸軍暱稱為「多莉·帕顿」 另外，還增加整体式包覆鋼板的橡膠側裙板。1980年開始在炮塔正面加裝902型「Tucha」煙霧彈發射器，多联装发射器呈横线布置。 后期型被称为T-72A mod.1983，首上焊装了16毫米厚的钢板补强，炮塔上增加了中子防护层。 |
| T-72AG           | 烏克蘭的KMDB公司所提出的提升方案包含武裝、火控系統、柴油發動機與爆炸反應裝甲 |
| T-72AMT          | 烏克蘭國防工業集團下屬基輔裝甲修理廠以T-72A進行現代化翻修的延壽版本，此型號在2018年開始測試，2021年交付烏克蘭陸軍使用。車體反應裝甲沿用接觸1型，炮塔則換用利刃反應裝甲提升防禦力。砲長瞄準鏡更換為1K13-49和1G46M，增加砲射反戰車飛彈能力；車長觀測塔換用T-64BV規格的UTES-1，使車長可在車內操作防禦機槍。通訊裝置更換為整合CH-3000M導航裝置並與北約通信規格兼容的Lybid K-2RB車載無線電。動力裝置則以翻修升級的V-84-1柴油引擎（輸出功率840匹馬力）搭配T-80的履帶。在整體性能上介於T-72B至T-72B3之間。 |
| T-72AMT Zr. 2022 | T-72AMT的簡化版本。拆除T-72AMT炮塔右側的「月神」紅外探照燈，估計裝備了TPN1-49-23UM 被動紅外線夜視儀以強化夜間作戰能力，另外取消了T-72AMT的搖控武器站，雖然有安裝舊式的機槍護盾，履帶仍是T-72A原裝的鑄造履帶而非T-72AMT使用T-80同款橡膠履帶 |
| T-72AV           | 取消車體擋水板，配備“接触”-1 爆炸反應裝甲的T-72A，烏軍的T-72AV都配備紅外線探照燈「月亮-2」 |
| T-72AV Zr. 2021  | 經過現代化改裝的T-72AV，採用了與T-64BV Zr. 2017幾乎相同的升級內容，如炮手熱成像儀、GPS導航系統、北約式無線電以及拆除紅外線探照燈並在原位加裝反應裝甲 |
| T-72B            | 代號為184工程，1984年入役。相对于T-72A，修改了车体和炮塔装甲，炮塔正面装甲增厚，在正面內含有多層鋁板、橡膠複合夾層，可從炮塔正面頂部的凹槽識別其位置，炮塔頂部佈上一層25毫米厚的中子防護層，美國陸軍暱稱為「超級多莉·帕顿」(Super Dolly Parton) 火炮更换为2A46M，火控系统改用具有炮射導彈控制套件的1A40 -1，可發射9K120「芦笛」(Svir) 激光制导反坦克導彈。 动力系统由原来的V-46柴油机更换为840马力的V-84-1柴油机。 |
| T-72B1           | 不具發射導彈能力的T-72B |
| T-72B1MS         | 基于T-72B的改装升级型，配备新的火控系统，具有热成像仪通道的“松树”-U炮镜和“鹰眼”车长周视镜。俄罗斯专为外销市场，在2012年推出。 |
| T-72B3           | 庫存T-72B改进的延寿升級型，T-72B3的改进分mod.2011、mod.2014、mod.2016三个阶段。最初火炮、火控及裝甲比照T-72BM升級，無線電和車內滅火、防爆系統亦得到升級。砲塔新增“松树”-U多通道瞄準儀，新型的Р-168-25У-2通訊系統。其2A46M-5滑膛砲新增3BM59"Svinets-1"(貧鈾穿甲彈)和3BM60"Svinets-2"(鎢合金穿甲彈)等兩款新弹药。 動力系統有配备V-92S2有的还是V-84，后期升级了“化石”反应装甲。俄羅斯將现役舊型T-72B翻修至T-72B3規格。 2022年俄羅斯入侵烏克蘭前後，俄軍曾於T-72B3炮塔頂安裝爆炸反應裝甲與鐵架，並改用1PN-96MT-02砲手熱影像儀取代「松樹-U」多通道瞄準儀。                                                   |
| T-72B3M/(B4)     | T-72B3实验性改型之一，有称为"T-72B3 mod.2014"，砲塔觀瞄設備升級為T-90MS與T-90M配備的PK PAN型系統，動力系統升級為1,130匹馬力的V-92S2F柴油發動機，配備新型Relikt爆炸反應裝甲與Rectus被動式反應夾層裝甲，車內儀表升級為數位显示终端。 这个型号的识别特征是增加了车长周视镜，但之后并没有用在T-72B3的改进上。截至2017年11月俄羅斯陸軍已裝備154輛此型號。 |
| T-72BA           | 火控系统升级为1A40-1M，增加了横风传感器，履带换成了双销履带。 |
| T-72BM           | 1988年開始量產，與原先B的區別為配備“接触”-5型爆炸反應裝甲的T-72B，称为T-72B mod.1989。 |
| T-72BM/T-72B2    | 基于T-72B改进型，配備具有热像仪通道的新式“松树”-U瞄準儀、裝有炮口基準系統的新式2A46M-5滑膛炮、1000匹馬力的V-92S2柴油發動機與新式Kontakt-5爆炸反應裝甲，附加裝甲布局類似T-90A，只改进了一些样车。 |
| T-72BV           | 配備接觸1型爆炸反應裝甲的T-72B。 |
| T-72M            | 外銷型，授權給波蘭與捷克斯洛伐克生產。規格近似1979年版本的T-72A，但是採用技术水平缩水不同装甲结构炮塔，配備2A26型125毫米主炮 |
| T-72M1           | 外銷型，也授權波蘭與捷克斯洛伐克生產，是T-72的升級版，在裝甲、火力和機動性有所改進，戰鬥能力和生存能力比原版T-72表現更好。T-72M1/M1R 的主武器是1門 125 公釐2A46型滑膛砲，可發射各種類型的彈藥，包括穿甲彈、高爆彈和反坦克彈。次要武器有1挺 7.62 毫米 PKT型 同軸機槍，以及車長指揮塔上的 12.7 公釐對空/平射機槍。 |
| T-72M1R          | 外銷型，也授權波蘭與捷克斯洛伐克生產，是T-72的升級版，在裝甲、火力和機動性有所改進，戰鬥能力和生存能力比原版T-72表現更好。T-72M1/M1R 的主武器是1門 125 公釐2A46型滑膛砲，可發射各種類型的彈藥，包括穿甲彈、高爆彈和反坦克彈。次要武器有1挺 7.62 毫米 PKT型 同軸機槍，以及車長指揮塔上的 12.7 公釐對空/平射機槍。 |
| T-72M1M          | 基于T-72M1的升级改进型，更换为接触-5反应装甲，新型自动跟踪火控系统，改进型动力组件，在2002年推出，也称为T-72M1S。 |
| T-72M2           | 保加利亞的M1升級版，配備新型的夜視鏡和20毫米機砲 |
| T-72M4 CZ        | 捷克的T-72M1改良型，采用新式的發動機以及变速箱、稳像式火控系統與爆炸反应装甲 |
| T-72M5           | 在T-72EA的基础上推出了性能更先进的，兼顾自用和推向外贸市场的T-72新改型 |
| T-72MP           | KMDB公司所提出的提升方案，包含武器、火控系統、新式車長指揮塔、柴油發動機與爆炸反應裝甲 |
| T-72EA           | 捷克聖劍公司（Excalibur Army）提供給烏克蘭的翻修升級型T-72，車輛來源取自華沙公約組織退役的T-72M/M1。T-72EA的主炮沿用T-72M1的2A46M，發動機翻修現代化後提升至V-84引擎標準，具有840匹馬力的輸出功率，操控儀表也經過翻整，導入人因工程學優化設計與數位化資訊螢幕。捷克研發的DYNA反應裝甲替換了一部分原裝的蘇製接觸1型反應裝甲，砲手夜視觀測鏡更換為具有熱影像儀的新裝備，並拆除了原配置的紅外線探照燈，戰術無線電則由捷克MESIT公司製造符合北約通信規格製品。聖劍公司從2022年起11月開始獲得美國與荷蘭的資金挹注翻修T-72EA，以4天一輛的進度進行T-72EA的翻修改裝，目前累計訂單為90輛。                         |
| T-72S            | 外銷型，規格近似T-72BV，提升了火控系統的性能 |
| T-72UA1          | 以T-72B1為基礎升級而成的坦克，換裝了1050匹馬力的5TDFMA-1引擎，這款引擎是針對炎熱的埃塞俄比亚下運作而開發，就算溫度到達55°C或以上也不會有一般T-72出現引擎出力下降的問題，由於引擎體積縮小了，多出的空間可以加裝輔助動力系統和冷卻器。防護方面，炮塔前方換裝「刀」反應裝甲以及在首上安裝「接觸1」反應裝甲，強化對化學能彈頭的抗性。而主武裝與副武裝都是沿用T-72B1，一如T-64B1M，火控系統和觀察器並沒有升級以壓低坦克的價格，因為這款坦克的對象是發展中國家並不需要十分先進而昂貴的坦克。而且一如T-72B1，炮手觀瞄仍然沿用TPN-3-49所以沒有發射反坦克導彈的能力。另外，T-72UA1也換裝了與T-80同款的雙鞘式履帶 |
| T-72 Ural        | 最初的T-72（172M工程），配備具有合像式光学测距仪的TPD-2-49瞄準儀與125毫米坦克炮2A26M-2 |
| T-72 Ural-1      | T-72改良型（172M1工程），砲塔置入石英砂填充夾層，后期型改用TPD-K1激光测距瞄准仪 |
| M-84             | 授權給南斯拉夫生產的T-72M改良型，射控系統是南斯拉夫自行研製的，亦外銷給科威特。 |
| PT-91            | 波蘭以T-72M1車體基礎發展的改良型，將原先蘇聯製硬體以波蘭本國自製品替換，並结合西方技术研制的火控系统。而稱為PT-91M的升級版外銷至馬來西亞 |
| TR-125           | 羅馬尼亞的T-72M1改良型 |
| T-72-120         | KMDB公司所提出的提升方案，包含自動裝彈機的加長型炮塔，能發射北約標準規格的120毫米砲彈 |

## 相片

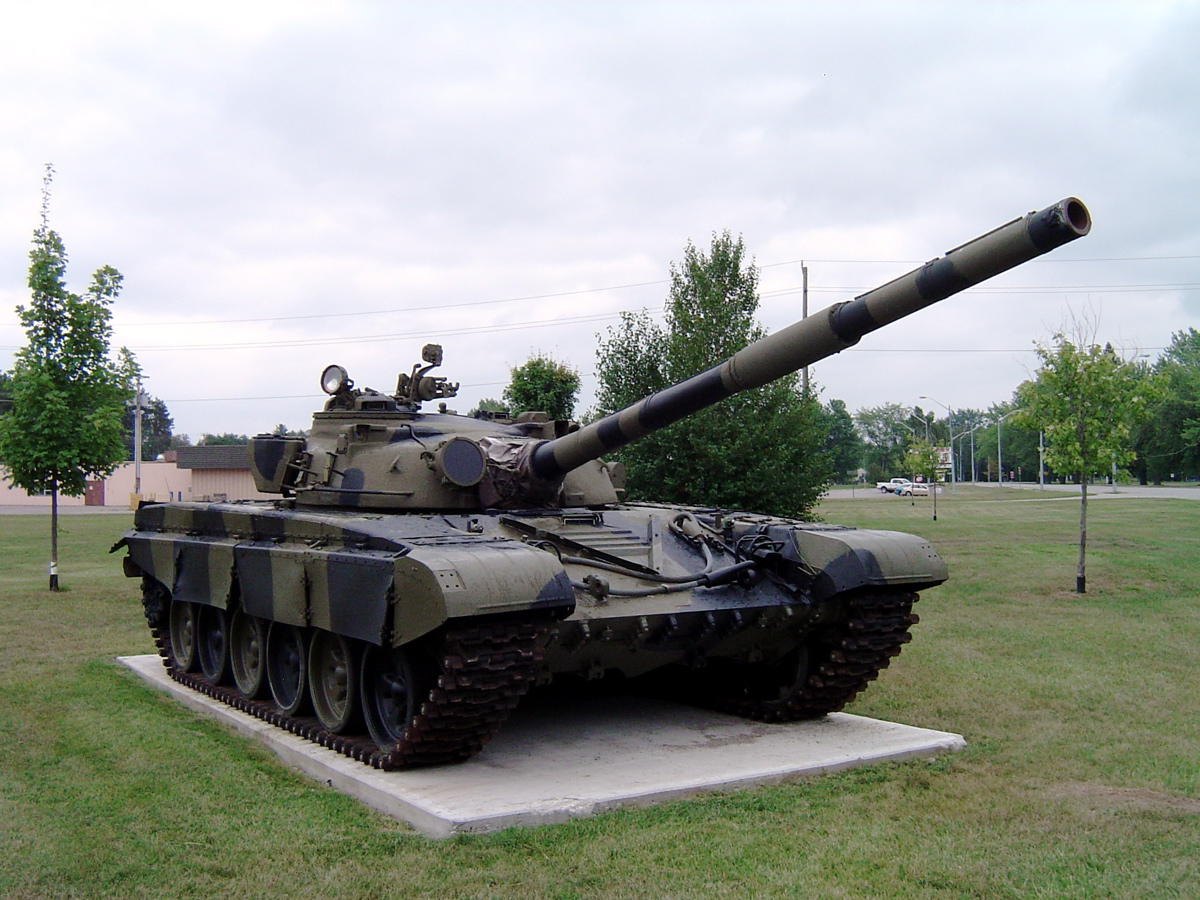
T-72 (Ural) 坦克
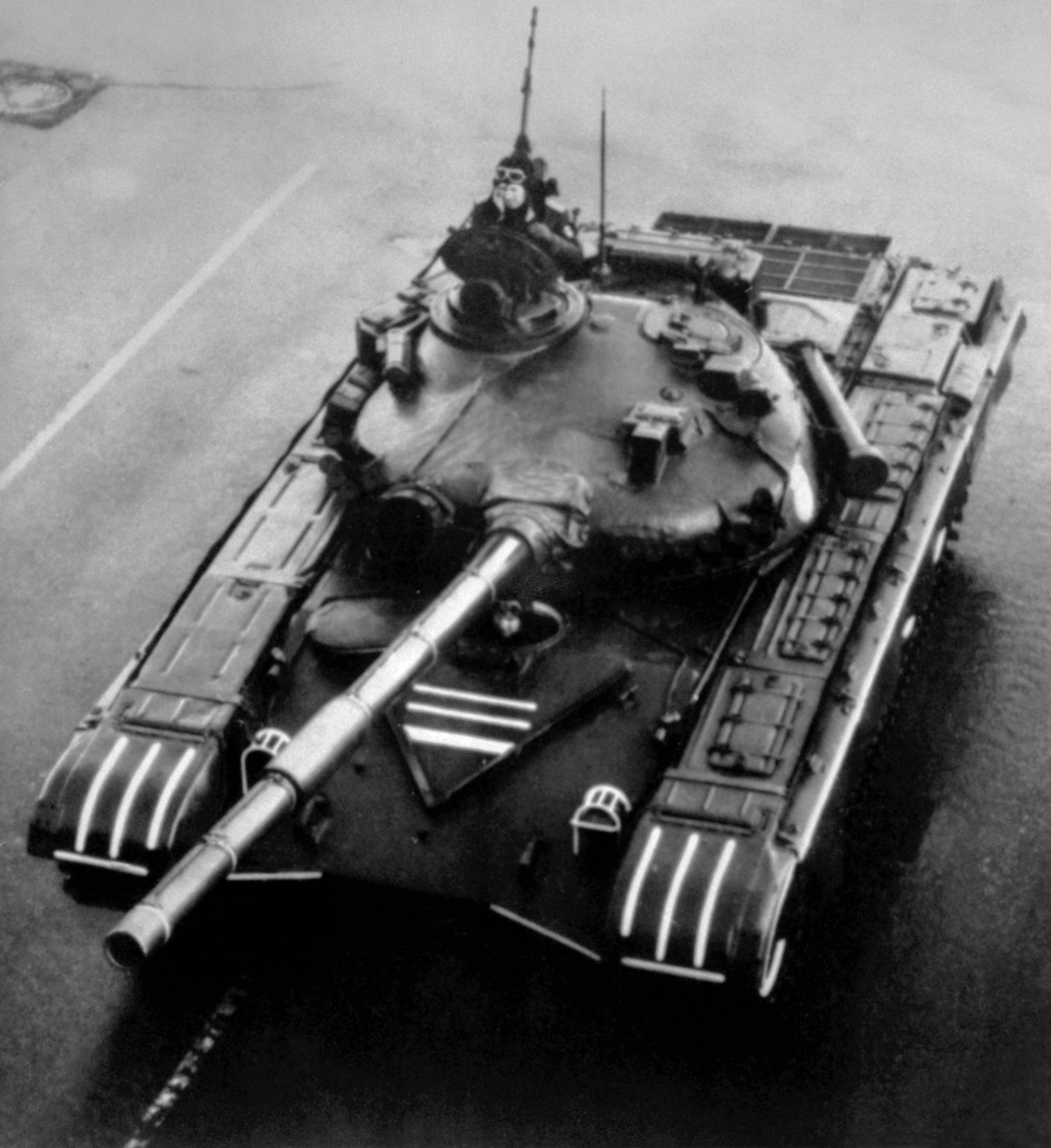
1983年的蘇聯T-72A
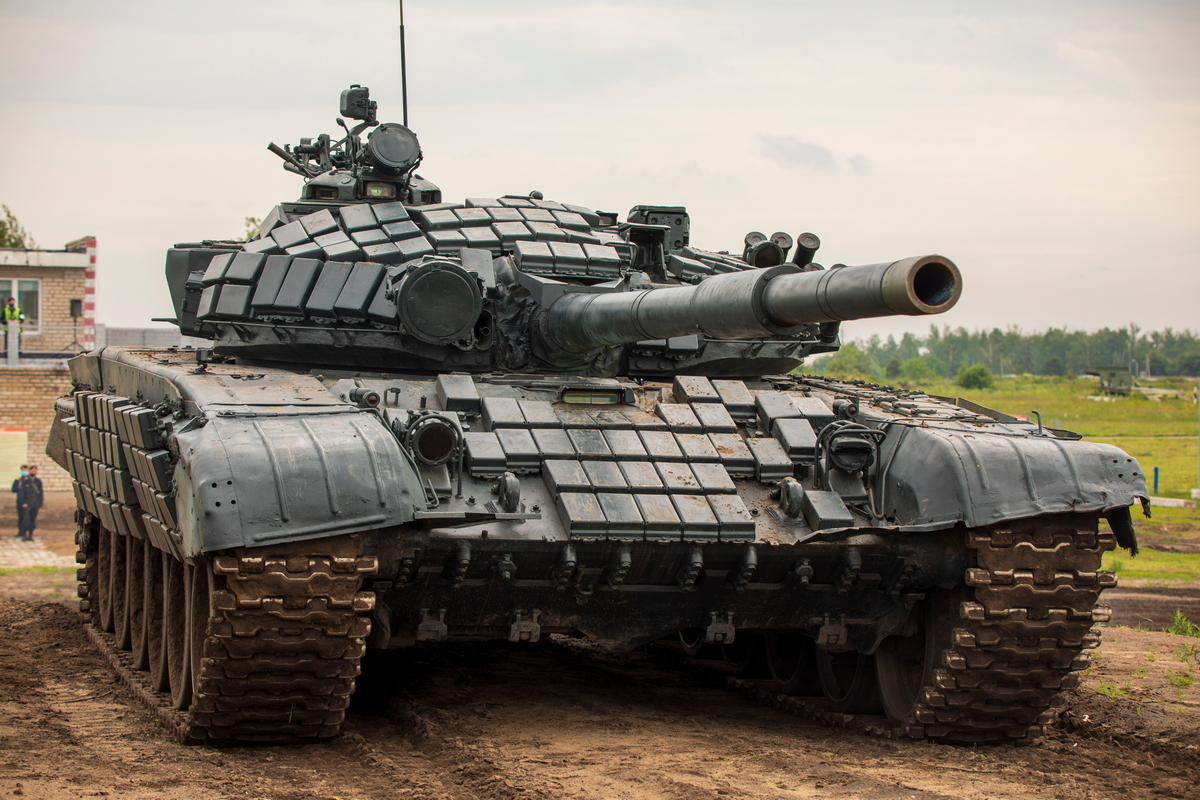
T-72B坦克上覆盖了“接触”1反应装甲
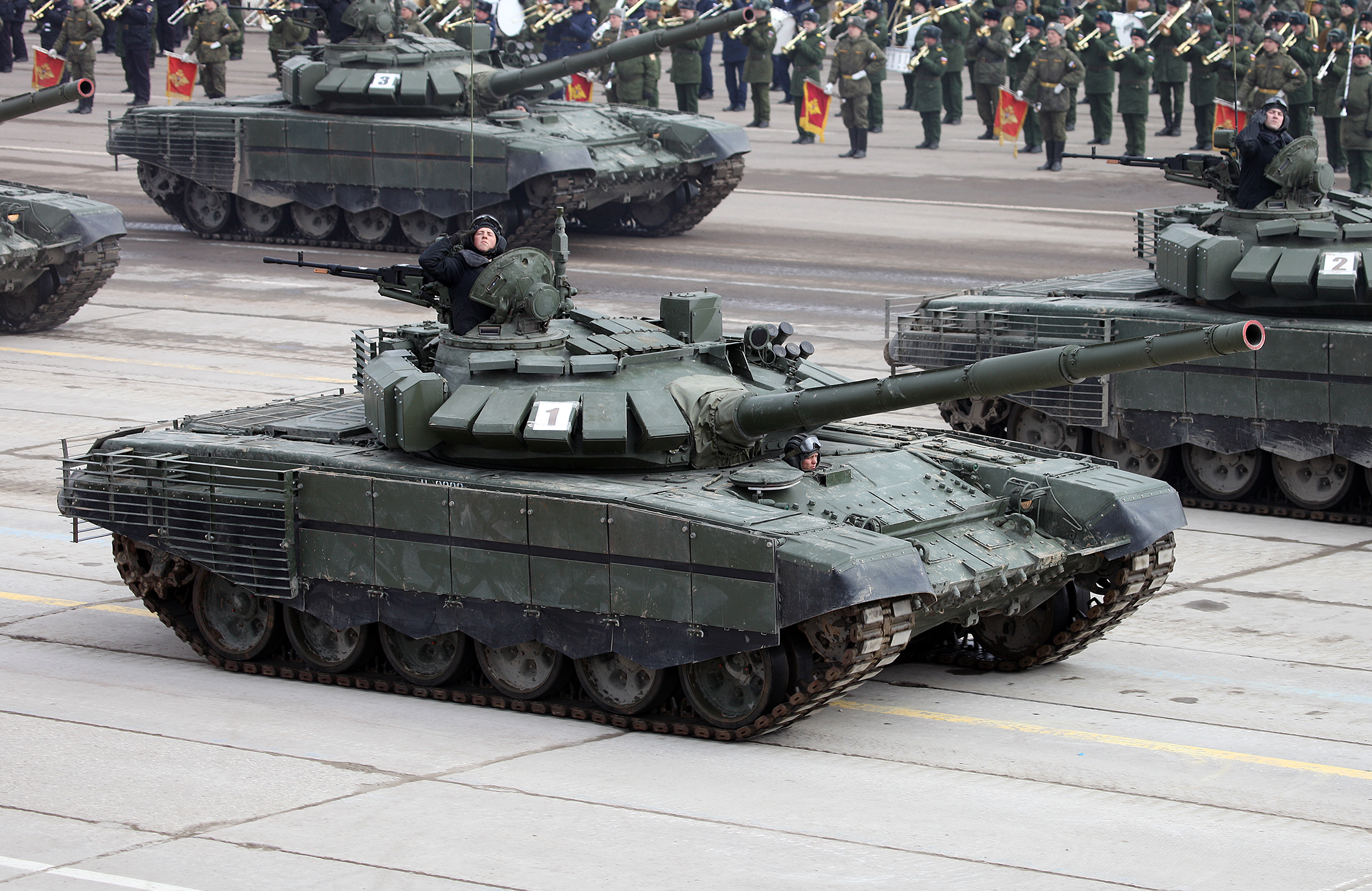
T-72B3 (mod.2016)
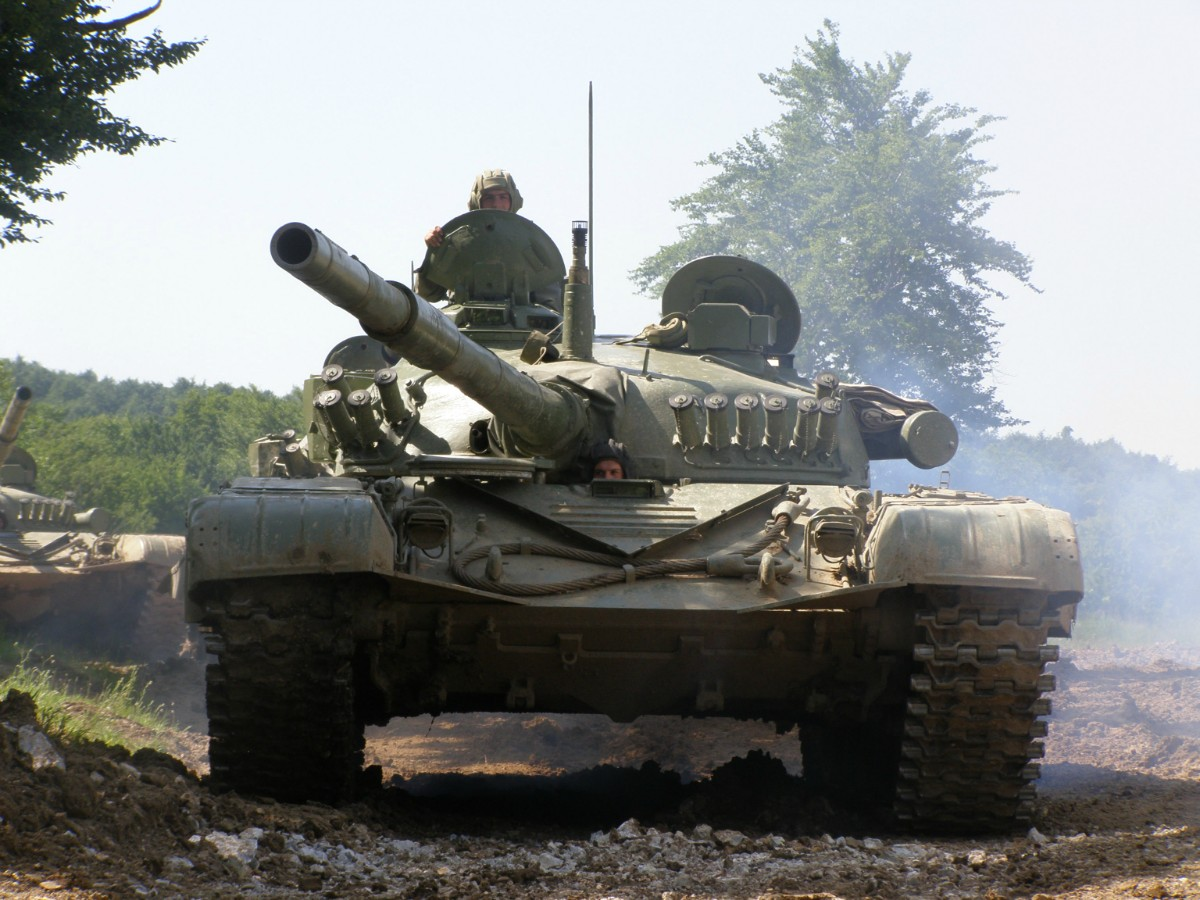
塞尔维亚的M-84
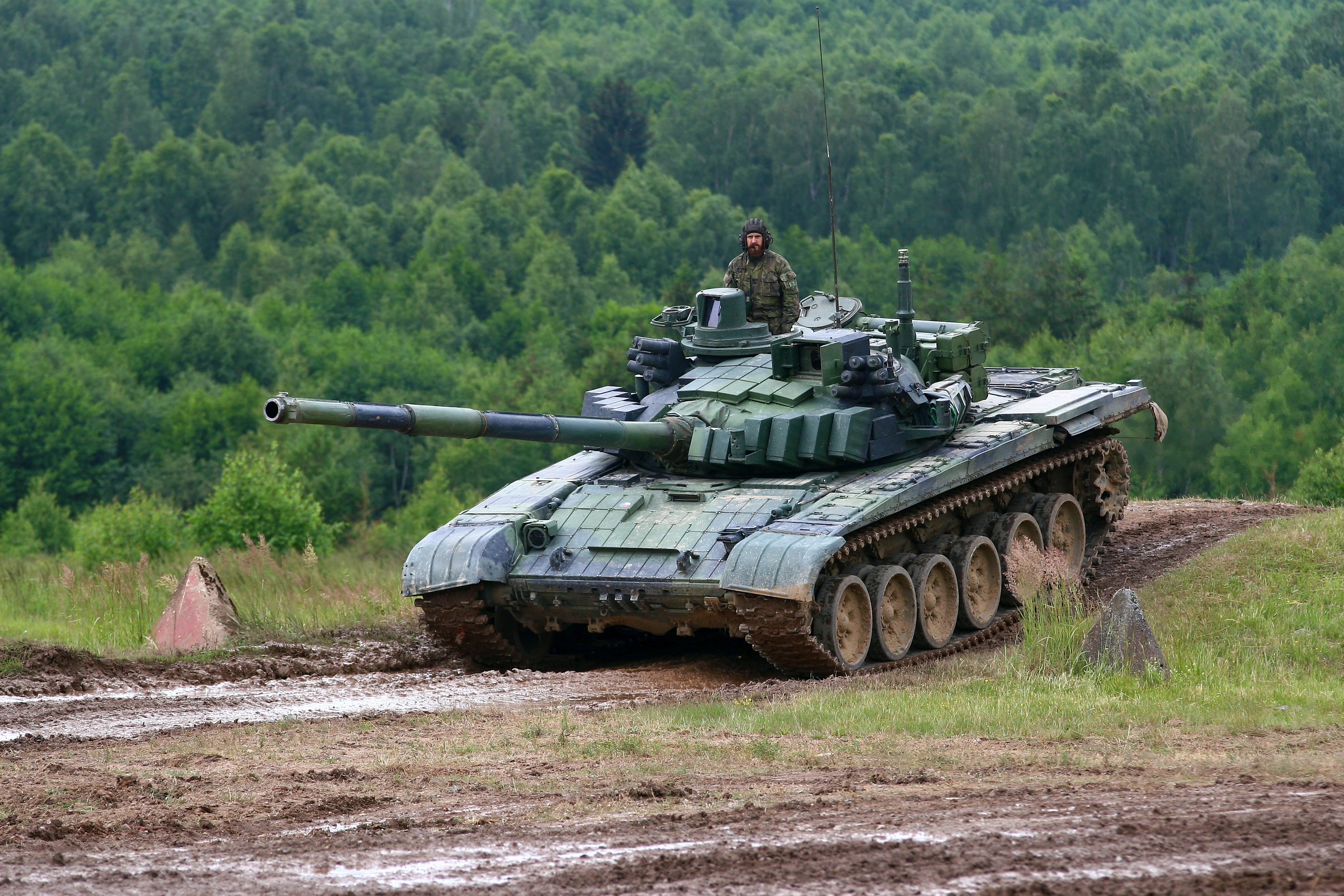
捷克經大幅現代化後的T-72CZM4

## 衍生型
- BMPT – 以T-72的底盤為基礎發展的步兵火力支援車輛。
- TOS-1火箭炮 – 採用T-72底盤改裝的自走多管火箭炮，用於發射燃料空氣火箭彈的近距離火力支援車輛。
- BREM-1裝甲救濟車  (Bronirovannaya Remonto-Evakuatsionnaya Mashina) – 使用T-72A底盤改造的裝甲救濟車，為蘇聯裝甲部隊野戰後勤的主力作戰裝備。
- IMR-2 (Inzhenernaya Mashina Razgrashdeniya) – 在坦克的底盤上增加起重機吊臂的裝甲工兵車。
- MTU-72 (Tankovyy Mostoukladchik) – T-72改修而來的裝甲架橋車。

## 實戰

### 第五次中東戰爭
第五次中東戰爭又名「黎巴嫩戰爭」，1982年6月6日，以色列因为其駐英國大使館受到巴勒斯坦解放組織成員攻擊，對黎巴嫩南部發動進攻，目的是要消滅巴解組織和驱逐駐當地的敘利亞軍队。
雙方的戰鬥發生在貝魯特至大馬士革的公路上，這是T-72M和以色列國產的梅卡瓦主戰坦克之间的首場實戰，敘利亞總共有36輛T-72M投入實戰，戰鬥中梅卡瓦和M60主戰坦克的L7線膛炮發射的炮彈无法击穿T-72M正面裝甲，祇有兩輛T-72M的側面裝甲被M48A3坦克的炮彈打穿，這兩輛T-72M後來都被修复，另外還有兩輛T-72M毀於空襲，而以方则有3輛梅卡瓦和4輛M60被T-72M擊毀。（关于6月11日的交战有很多版本，其中有说法是以色列军装甲旅混装有马加奇5、M60A1等坦克，没有证据证明梅卡瓦坦克参加了这次战斗；叙利亚军队参战的是与苏军自用版相同的T-72A 1979年型。）
戰爭的結果令以色列佔領黎巴嫩南部的計劃落空而匆匆結束戰爭，迫使以色列發展出改良版「梅卡瓦二型坦克」和裝備120毫米口徑滑膛炮的「梅卡瓦三型坦克」，對美國和北約各國而言，此一戰證明L7炮在面對蘇聯新式坦克的裝甲防護已力不從心，改為全面裝備120毫米口徑的Rh-120滑膛炮，T-72由此一戰成名。

### 兩伊戰爭

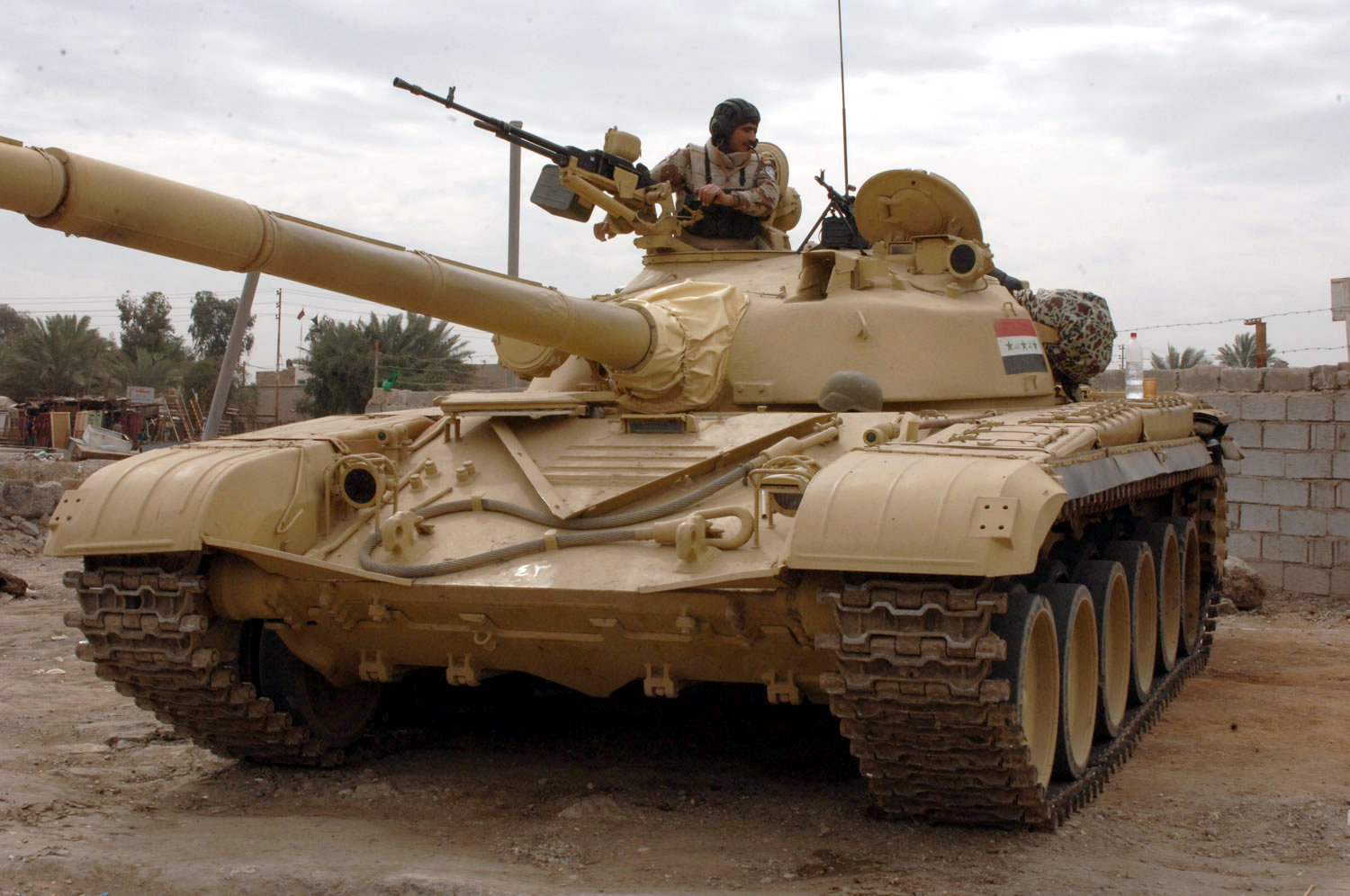
巴比倫之獅坦克是伊拉克仿製的T-72M

伊拉克在1979年至1981年得到50至100輛早期型的T-72，于1982年開始接收T-72M，伊拉克把T-72優先裝備共和國衞隊並用於兩伊戰爭。
在兩伊戰爭中，伊拉克軍的T-72面對伊朗軍美製M48坦克不論在主炮火力和裝甲防護方面都佔較大優勢，真正能与T-72力敵的祗有英國製酋長式坦克，出于戰爭需要，伊拉克開始T-72M的國產化計劃，其成果就是巴比倫之獅坦克。
在戰爭中伊拉克約有60輛T-72被擊毀，另有更多T-72被伊朗俘獲後自用。
由於戰爭初期蘇聯並不支持伊拉克對伊朗的行動，所以伊拉克無法隨意使用T-72，直到華約陣營中最叛逆的波蘭不顧蘇聯反對，在1982年交付伊拉克250輛T-72M後，蘇聯才勉強開放了限制。 
在血腥而漫長的兩伊戰爭期間，T-72被雙方認為是最好的戰車。
伊朗士兵稱T-72是海珊手上最有價值的戰利品，就算是伊朗手上最先進的酋長式戰車或M-48、M-60系列在她們面前也不堪一擊，不少伊朗車組員都表示老式的T-54/55與T-62並不難對付，但是要想打倒T-72就必須像二戰的美軍戰車對付虎式一樣以多輛車一起發動進攻，尋找機會攻擊它裝甲較弱的側面或後方。 
伊拉克T-72最著名的戰鬥是在1982年7月的巴斯拉攻防戰中，伊拉克10個裝甲旅對主要以酋長Mk.3/Mk.5所組成的數個伊朗裝甲師發動了側翼突擊。
結果，伊朗軍隊損失了200多輛戰車，而伊拉克只損失了12輛；但也是當時這場巴斯拉攻防戰役，讓伊朗從當時繳獲的其中一輛T-72身上，得知了伊拉克有這一個王牌存在。
巴格達當局總共收到了 1,100 輛 T-72 戰車，整場戰爭損失不到10%，與其他參戰的戰車型號相比可說非常的優秀。
戰後伊拉克當局鑑於其優秀性能，伊拉克方面從波蘭取得了T-72М1的製造授權打算自行製造，稱為“巴比倫雄獅”。然而這個自製計畫卻因伊拉克無法開始生產合格的戰車炮管胎死腹中。
可惜在1991年的波斯灣戰爭由於戰術與科技概念差距太大，伊拉克對盟軍的介入過於輕忽，在盟軍的突然猛攻下，這些曾在中東稱霸的T-72М/M1也變成燃燒的廢鐵，不過2003年伊拉克軍隊重組後新軍還是大量採購了東歐與俄羅斯的現代化版本，可見伊拉克人對T-72的情有獨鍾。

### 海灣戰爭
到1990年，伊拉克军队装备了900辆T-72M和T-72M1。1990年8月2日，装备T-72M/T-72M1坦克的伊拉克裝甲部隊開進科威特，将科威特吞併，海灣戰爭爆發。
海灣戰爭中，伊拉克軍的T-72坦克被多国部队的A-10攻擊機和AH-64阿帕契直升機大量击毁。
1990年1月26日晚上，美國陸軍兩個裝甲師和伊拉克共和國衛隊「麥地那」、「漢漠拉比」、以及「塔瓦卡那」三個裝甲師在巴士拉相遇，爆发激烈的坦克戰，美軍有470輛M1A1坦克，而伊拉克有300多輛T-72M/T-72M1，M1A1不論在主炮火力、射擊系統自動化和精確化、裝甲防護（已改用貧鈾裝甲）和夜視能力方面皆勝過伊拉克軍T-72 M/T-72M1坦克甚多，伊拉克军T-72坦克由于技术、战术和训练问题表现不佳，火力方面，无法在夜间或天气恶劣时的战斗范围内捕获目标，弹药无法穿透M1A1坦克的正面装甲，外加美军空地一体作战的总体优势，此戰結果「麥地那」師和「漢漠拉比」師傷亡慘重，「塔瓦卡那」師更是全軍覆沒。

### 車臣戰爭
俄军T-72参加了车臣作战行动。在第一次车臣战争中，俄军仓促上阵损失惨重，更多原因是战斗准备不足，在城市环境条件下部队没有经过系统训练和战斗协调训练。在格罗兹尼战斗中，坦克与步兵之间缺乏相互协同和支援，在近距离上俄军坦克防护薄弱的部位遭到反坦克兵器四面八方的攻击，使俄军坦克装甲车辆损失严重。第一次车臣战争后期，参战的T-72B普遍安装了爆炸反应装甲，也有实例可以证明能有效经受反坦克兵器的攻击保持了战斗力。
第二次车臣战争中，俄军的损失大为减少，得益于坦克部队的训练水平和相互协同能力提高，在城市战条件下坦克得到了正确的使用。在城市作战行动中俄军摩步分队步兵有效的保护了坦克的侧翼和后方，坦克经受住对正面的攻击，在步兵发起攻击时，坦克火力的支援起到了决定性的作用。T-72的情况表明，如果使用得当——该型坦克也将具有较高的可靠性和战场生存能力。

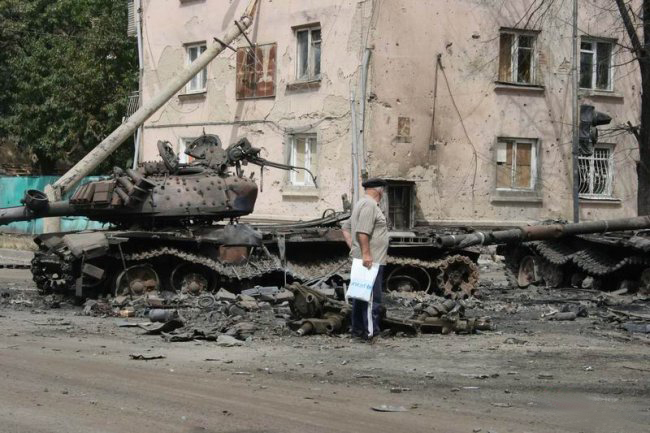
2008年俄格战争中被摧毁的格鲁吉亚T-72坦克

### 格俄戰爭
2008年俄罗斯－格鲁吉亚战争中的双方都装备了T-72，格鲁吉亚军除了原有的T-72AV型坦克外还从乌克兰获得了一批T-72AV，改进了火控系统被格军称为T-72SIM-1。俄罗斯参战的北高加索军区第58集团军的坦克部队主力为T-72B。2008年8月8日，以T-72坦克为先导的格鲁吉亚军机械化部队分三路突击，攻入处于独立状态的南奥塞梯的首府茨欣瓦利。俄军第58集团军派出了包括2个坦克团与4个坦克营的T-72，开赴南奥塞梯进行反击。格军T-72SIM-1坦克虽然拥有火控系统的优势，但格军制空权丧失，并且俄军装甲部队数量和火力上占优，俄军T-72B坦克击溃设伏迟滞的格军T-72SIM-1坦克。在茨欣瓦利城反攻作战中，俄军先锋T-72B坦克连，组成了一些巷战分队平行铺开，先头坦克负责对付正面低处的目标，步兵则负责坦克两翼的安全。第二辆坦克在后面隔200米跟进，负责消灭先头坦克上方和两侧的目标。8月9日俄军反攻茨欣瓦利相对顺利，自身损失轻微。

### 敘利亞內戰
叙利亚在1970年代末从苏联购买了最初生产型T-72「乌拉尔」坦克，后来进口的主要包括来自苏联/俄罗斯的T-72A/T-72AV，以及来自捷克斯洛伐克的T-72M1。2011年叙利亚爆发内战，政府军使用T-72坦克进行城市攻防战，在巷战中，缺乏爆炸反应装甲和复合装甲，叙利亚坦克兵意识到传统的沙袋或者密集的金属栅栏可以起到阻挡RPG火箭弹的作用。叙利亚士兵进行了简单粗暴的战场临时改造，使用金属管，金属栅栏以及金属板等材料制作成简易的框架、笼子装在在车身上，将坦克包裹起来抵御攻击，被戏称为“栅栏”坦克。

### 2022年俄羅斯入侵烏克蘭
T-72系列主战坦克的各类改进型号在俄乌战争中被双方大规模使用。
其中俄军主要装备的型号为T-72B3（2011和2016型）和较老的T-72B（1985和1989型）。在战争期间俄军将自制的栅栏焊接在坦克炮塔上方，有军事专家分析称这种自制的顶部栅栏极有可能是为了提高坦克对乌军攻顶型反坦克导弹（例如美国的FGM-148和英国的NLAW）的防御能力。然而战争之前乌军对这类装甲进行了测试，发现其并无明显效果，因此这种自制装甲被西方国家的一部分媒体评论员——甚至是英国国防大臣，戏称为“安慰型装甲”和“应付式装甲”（Cope cages）。
在入侵前，乌克兰拥有少量T-72坦克：型号为T-72A、T-72AV和T-72AMT，在战争期间还收到了捷克和波兰援助的T-72M1/M1R，亦有从俄軍缴获不同的型號。

## 使用國
- 阿尔及利亚 - 500

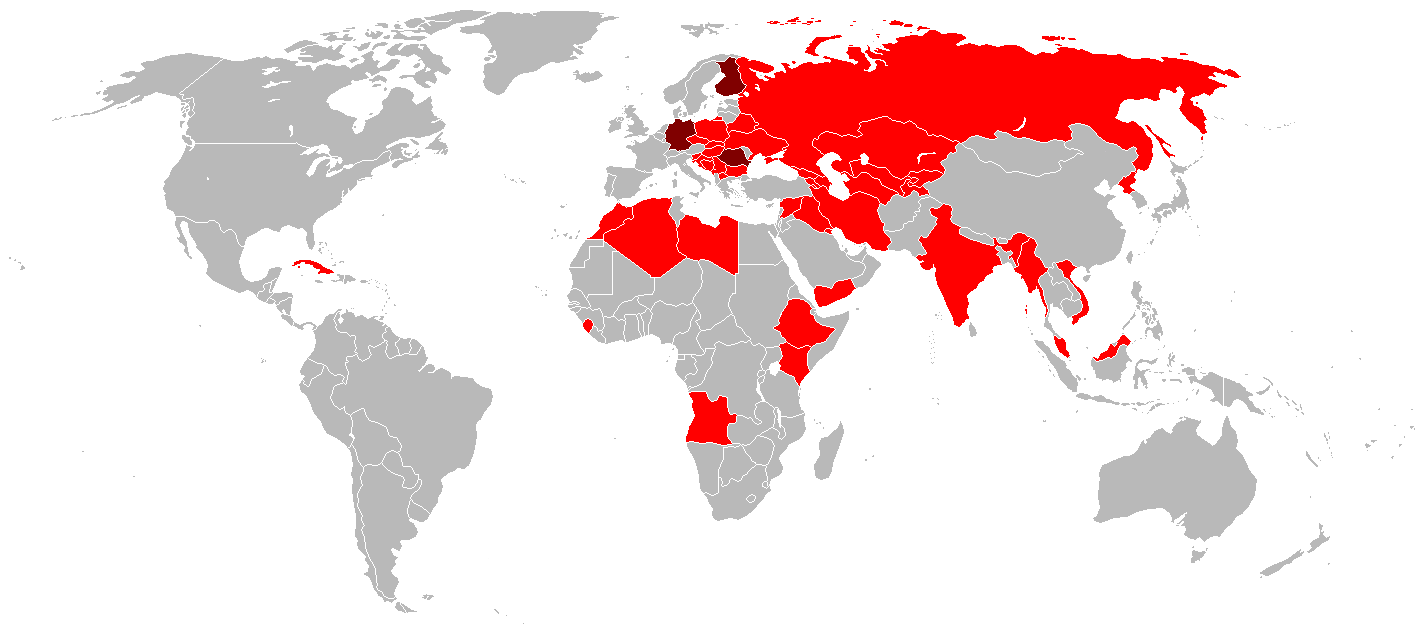
T-72使用國

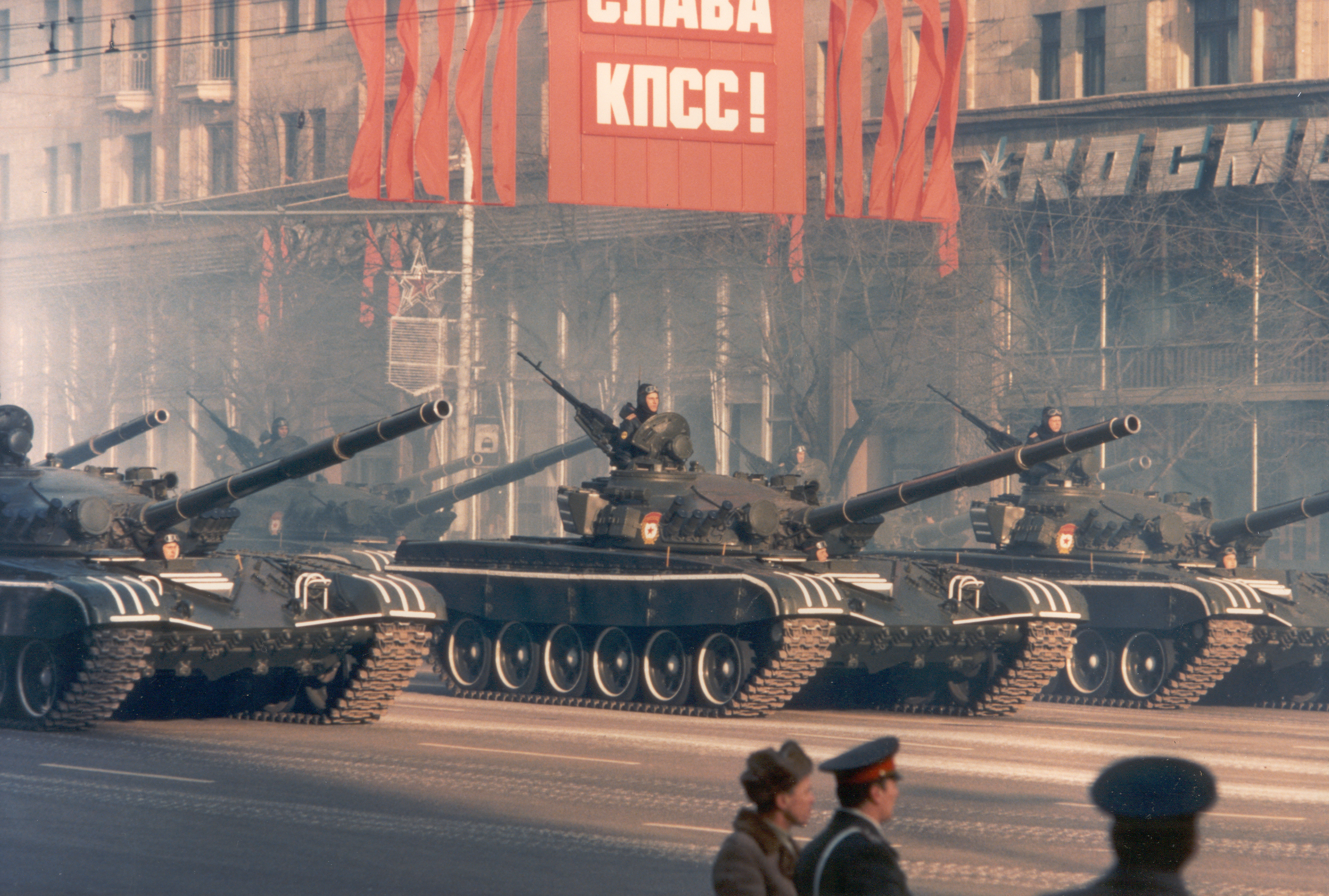
1983年蘇聯紀念十月革命庆祝活动中的阅兵式中的T-72坦克

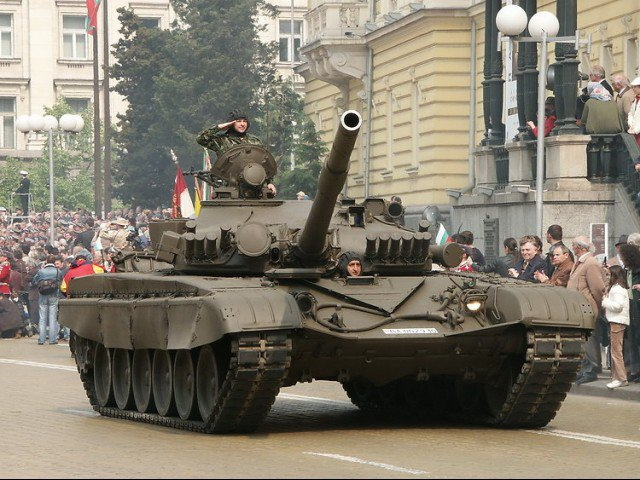
保加利亞的T-72M2編號看似高於俄罗斯的T-72M1M，實際上性能較為落後：這是屬於T-72的特殊現象，隨著銷售到世界各地，各國自行給予編號的改型眾多。

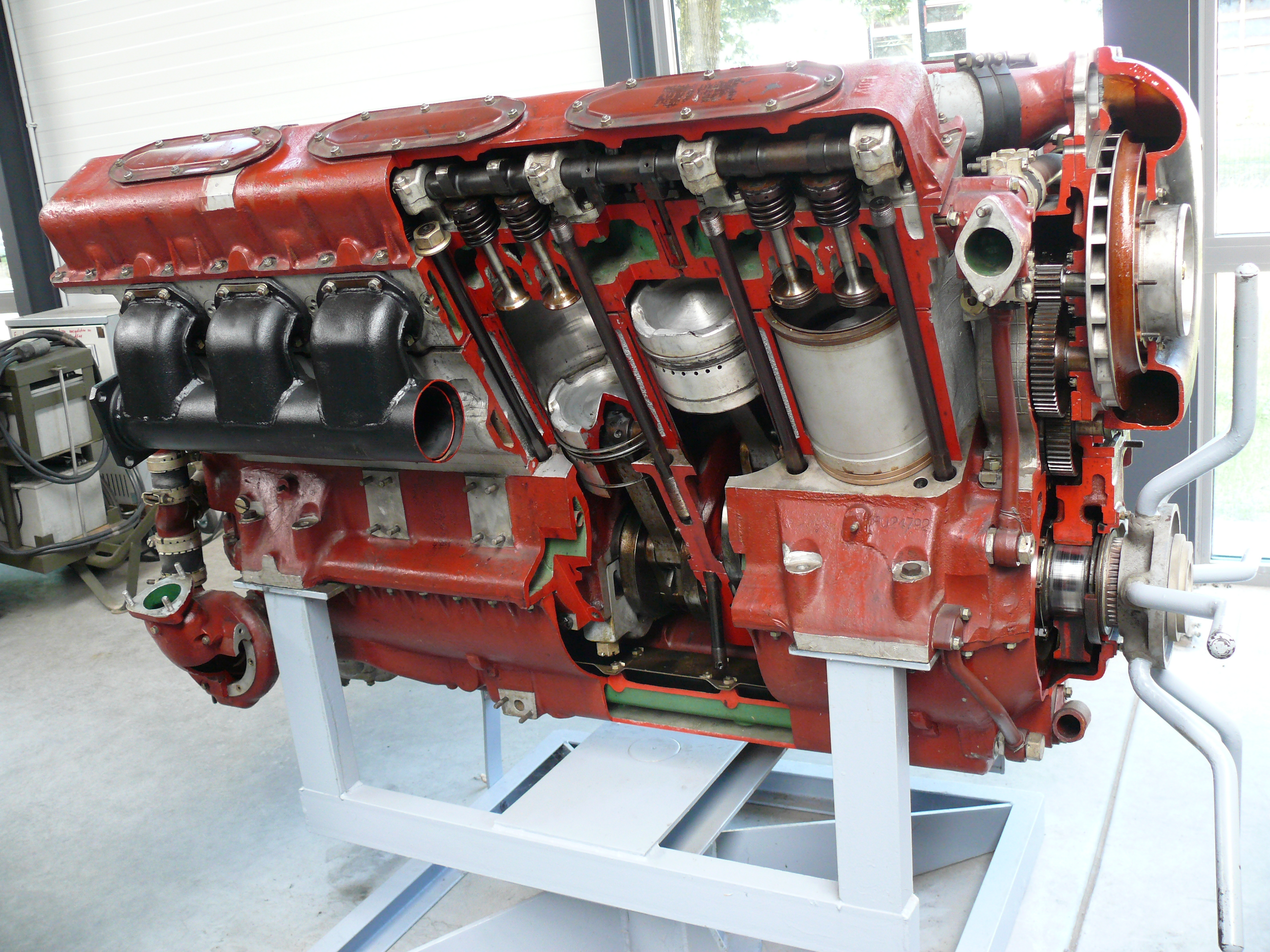
引擎剖面

- 安哥拉 - 44(1999年購自白俄罗斯)
- 亞美尼亞 - 84
- - 572
- 白俄羅斯 - 1,225，446輛T-72B仍服役中
- 保加利亚 - 90[21]
- - 5？－（參考M-84）
- 捷克 - 50輛T-72M1、90輛T-72B（已全數轉交烏克蘭[10]）
- 東德 – 500＋， 東德瓦解後轉售予芬蘭與波蘭
- 衣索比亞 - 260（部份來自乌克兰）[22]
- 芬兰 - 162（部份來自前東德）
- - 150（T-72AV、T-72SIM-1，部份來自乌克兰）[17]
- 匈牙利 - 238
- 印度 - 1,900＋（T-72M1，许可生产1,100）[23]，印度还提出用T-72底盘安装阿琼坦克炮塔名为EX坦克的方案
- 伊朗 - 480，90年代購买了T72S的生产线
- 伊拉克 - 1,000輛以上，裝備薩達姆时代的伊拉克軍（在2006年只有100輛裝備新伊拉克軍）
- - 650
- - 210
- 利比亞 - 260
- 北馬其頓 - 31（參考M-84）
- 马来西亚[10]
- 蒙古国 - 85
- 緬甸 – 139（T-72S）
- 摩洛哥 - 40輛現役T-72B[10]，另有 62 輛是封存狀態[10]
- 波蘭 - 772
- 俄羅斯 - 9,700＋[24]
- 新加坡
- 塞爾維亞 – 200＋（參考M-84），自2020年接收了30辆T-72B1MS[25]
- 斯洛伐克 - 272
- 叙利亚 - 1,700
- - 40
- - 570
- 乌克兰 - 近1000[20]，當中波蘭提供250輛T-72M1 / T-72M1R[10]、30輛PT-91主战坦克[10]；捷克提供90輛T-72B[10]、50輛T-72M1[10]；摩洛哥提供20輛T-72B[10]；斯洛文尼亞提供46輛M-84主战坦克[10]
- 美国 （用於展出及試驗）
- 葉門 - 39
- 苏丹 - 170（俄罗斯提供的库存T-72）
- 南斯拉夫 – 600＋（參考M-84）
- 中华人民共和国 - 1（從羅馬尼亞交換工業機械獲得1輛，用做科研，称作“六四式”）[26]
- - 訂購超過百輛，T-72B1MS[27]
- 尼加拉瓜 - 50
- 伊斯蘭國  - 30＋（擄獲）

## 外部連結
- 苏联坦克的讨论（页面存档备份，存于）
- Uralvagonzavod—T-72與T-90的製造廠
- Vasiliy Fofanov's Modern Russian Armour Page—T-72B(M)（页面存档备份，存于）
- T-72全解析（页面存档备份，存于）
- Kampfpanzer im Detail（页面存档备份，存于）